# Emmeline Pankhurst
Emmeline Goulden Pankhurst (Mánchester, 15 de julio de 1858 – Hampstead, 14 de junio de 1928) fue una activista política británica y líder del movimiento sufragista, el cual ayudó a las mujeres a ganar el derecho a votar en Gran Bretaña. Fundó en 1903 con el marido Richard la Unión Social y Política de las Mujeres (Women's Social and Political Union o WSPU) afín al Partido Laborista independiente. Sus integrantes fueron conocidas con el nombre de suffragettes. Defendían el uso de tácticas como el sabotaje, pintando grandes construcciones de la ciudad, el incendio de comercios y establecimientos públicos o las agresiones a los domicilios privados de destacados miembros del Gobierno y del Parlamento. A veces eran acosadas sexualmente cuando se encontraban en batallas con la justicia. Esto, al ser publicado en los periódicos, incrementaba el apoyo al movimiento sufragista.
En 1999, la revista Time nombró a Pankhurst como una de las 100 personas más importantes del siglo XX, afirmando: "Ella moldeó una idea de mujeres para nuestra época; impulsó a la sociedad hacia una nueva estructura de la cual ya no podía haber vuelta atrás". Su trabajo es reconocido como un elemento crucial para lograr obtener el sufragio femenino en Gran Bretaña.

## Primeros años
Nacida en Moss Side (Mánchester), sus padres eran políticamente activos y Pankhurst fue introducida al movimiento del sufragio femenino a los 14 años de edad. A pesar de que sus padres la alentaron a prepararse para una vida como esposa y madre, asistió a la École Normale de Neuilly en París. El 18 de diciembre de 1879 se casó con Richard Pankhurst, un abogado 24 años mayor que ella, conocido por apoyar el derecho de las mujeres al voto; tuvieron cinco hijos durante los siguientes diez años. Él apoyó sus actividades fuera del hogar y juntos fundaron la Women's Franchise League, que abogaba por el sufragio tanto para las mujeres casadas como para las solteras, dándoles los derechos de votar en oficinas locales. Cuando la organización se deshizo, intentó unirse al Partido Laborista, que tenía tendencias de izquierda, a través de su amistad con el socialista Keir Hardie, pero fue inicialmente rechazada en el comité local por ser mujer. Mientras trabajaba pico "Poor Law Guardian", quedó impactada con las arduas condiciones de vida que existían en los asilos para pobres (workhouses) en Mánchester.
En 1903, cinco años después de la muerte de su esposo, Pankhurst fundó la Unión Social y Política de las Mujeres (Women's Social and Political Union, WSPU), una organización de apoyo al sufragio formada únicamente por mujeres, dedicada a "acciones no palabras", según el lema de la institución. El grupo se identificó como independiente —y constantemente en oposición— a los partidos políticos. La organización llegó a ser conocida por sus confrontaciones físicas: sus miembros rompían ventanas y atacaban a oficiales policiales.

Nos tienen sin cuidado vuestras leyes, caballeros, nosotras situamos la libertad y la dignidad de la mujer por encima de todas esas consideraciones y vamos a continuar esa guerra como lo hicimos en el pasado; pero no seremos responsables de la propiedad que sacrifiquemos o del perjuicio que la propiedad sufra como resultado. De todo ello será culpable el gobierno que, a pesar de admitir que nuestras peticiones son justas, se niega a satisfacerlas.
Citado en Marín-Gamero, Amalia: Antología del Feminismo. Alianza 1975

Pankhurst, sus hijas, Chritabel y Sylvia, y otras activistas de la WSPU fueron sentenciadas repetidamente a prisión, donde hacían huelgas de hambre para asegurar mejores condiciones. Cuando la hija mayor de Pankhurst, Christabel tomó el liderazgo de la WSPU, el antagonismo entre el grupo y el gobierno se incrementó. Eventualmente el grupo adoptó la provocación de incendios como táctica y otras organizaciones más moderadas se expresaron en contra de la familia Pankhurst. En 1913 muchos individuos prominentes abandonaron la WSPU, entre ellos las hijas de Pankhurst Adela y Sylvia. Emmeline estaba tan enojada que le "dio a Adela un ticket, 20 libras esterlinas y una carta de presentación para una suffragette en Australia y firmemente insistió en que emigrara", a lo cual ella obedeció. El distanciamiento familiar nunca sanó. Sylvia se convirtió en socialista.
Con el advenimiento de la Primera Guerra Mundial, Emmeline y Christabel detuvieron el activismo militante de las sufragistas, en apoyo al gobierno británico contra el "peligro alemán". Instaron a las mujeres a auxiliar la producción industrial e impulsaron a los jóvenes varones a luchar, convirtiéndose así en figuras prominentes en el movimiento White Feather (en español: Pluma Blanca). En 1918, el Representation of the People Act (un acta del parlamento para cambiar el sistema electoral) concedió el voto a todos los hombres mayores de 21 años y a las mujeres mayores de 30. Esta discrepancia tenía la intención de asegurar que los hombres no se convirtieran en una minoría de votantes como consecuencia del gran número de muertes durante la Primera Guerra Mundial. Pankhurst transformó a la WSPU en el Women's Party (Partido de mujeres), el cual estaba dedicado a promover la igualdad de las mujeres en la vida pública. En sus años de madurez, se mostraba preocupada por lo que ella percibía como la amenaza planteada por el bolchevismo y se unió al Partido Conservador. Fue elegida como candidata del Partido Conservador en Stepney en 1927. Murió el 14 de junio de 1928, pocas semanas antes de que la Representation of the People Act (1928) del gobierno Conservador, la cual extendía el voto a todas las mujeres mayores de 21 años el 2 de julio de 1928. Fue conmemorada dos años después con una estatua en el Jardín de la Torre Victoria, en Londres.

### Nacimiento y familia

Pankhurst se sentía conectada con la Toma de la Bastilla, aquí representada en una pintura de 1789 de Jean-Pierre-Louis-Laurent Houel, ya que creía que su cumpleaños era el 14 de julio.

Emmeline Goulden nació el 15 de julio de 1858 en el suburbio o distrito Moss Side de Mánchester. A pesar de que su acta de nacimiento dice lo contrario, ella creía que su cumpleaños era un día antes, el Día de la Bastilla. La mayoría de sus biografías, incluidas las que escribieron sus hijas, repiten esta afirmación. Sintiendo una afinidad con las mujeres revolucionarias que tomaron la Bastilla, Pankhurst dijo en 1908: "Siempre he creído que el hecho de que nací en ese día ha tenido una influencia sobre mi vida". La razón de la discrepancia no está clara todavía.
La familia en la que nació se había visto inmersa en agitaciones políticas por generaciones. Su madre, Sophia Jane Craine, era descendiente del pueblo manés de la Isla de Man y entre sus ancestros había hombres acusados de agitación y difamación social. En 1881 la Isla de Man fue el primer país en concederle el voto a las mujeres en las elecciones nacionales. Su padre, Robert Goulden, provenía de una modesta familia de comerciantes de Mánchester, que también contaba con su historia de actividad política. La abuela de Pankhurst trabajaba con la "Liga contra las leyes de cereales" (Anti-Corn Law League) y su padre estuvo presente en la masacre de Peterloo, cuando la caballería embistió y atacó a una multitud de personas que demandaban reformas parlamentarias.
El primer hijo de la familia falleció a los dos años de edad pero los Goulden tuvieron diez hijos más; Emmeline era la mayor de cinco hijas. Poco después de su nacimiento, la familia se mudó a Seedley en Pendleton a las afueras de Salford, donde su padre había cofundado un pequeño negocio. Goulden era activo en políticas locales y sirvió durante varios años en el consejo municipal de Salford. También era un entusiasta simpatizante de organizaciones dramáticas, incluyendo el Ateneo de Mánchester y la sociedad de Lectura Dramática. Durante varios años fue dueño de un teatro en Salford y fue allí donde interpretó al personaje principal de varias obras de William Shakespeare. Pankhurst adquirió una apreciación hacia el arte dramático y el teatro de su padre, lo cual usó posteriormente en activismo social.

### Infancia
Los Goulden infundieron en sus hijos el activismo social. Como parte del movimiento para abolir la esclavitud en Estados Unidos, la familia recibió al abolicionista Henry Ward Beecher cuando visitó Mánchester. Sophia Jane Goulden usaba la novela La cabaña del tío Tom - escrito por Harriet Beecher Stowe – como una fuente regular de cuentos de cuna para sus hijos e hijas. En su autobiografía de 1914 My Own Story (Mi propia historia), Pankhurst recuerda que a una edad temprana visitó un bazar para recolectar dinero para los esclavos recién liberados de Estados Unidos.
Pankhurst comenzó a leer libros cuando era muy joven- de acuerdo a una fuente, a la edad de tres años. Leyó la Odisea a la edad de nueve y disfrutó las obras de John Bunyan, en especial su historia de 1678 El progreso del peregrino. Otro de sus libros favoritos eran los tres volúmenes de La Revolución Francesa: una historia, de Thomas Carlyle; posteriormente dijo que ese trabajo "fue durante toda mi vida una fuente de inspiración".

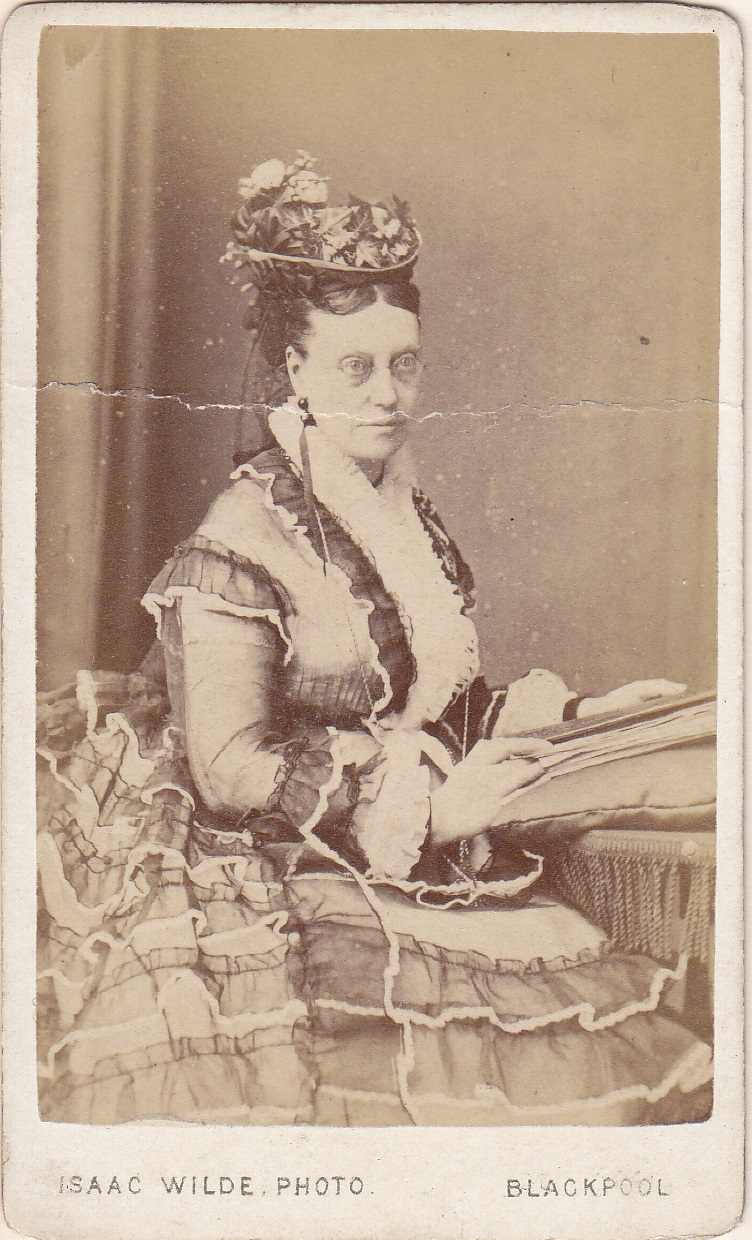
La sufragista Lydia Becker fue una temprana influencia política en Pankhurst y es posible que haya estado enamorada de Richard Pankhurst.

A pesar de ser una ávida lectora de libros, Emmeline no gozó de las ventajas educativas que tuvieron sus hermanos. Sus padres creían que sus hijas debían de aprender sobre el arte de "crear un hogar atractivo" y otras habilidades deseadas por potenciales esposos. Los Goulden deliberaban cuidadosamente sobre planes a futuro para la educación de sus hijos pero esperaban que sus hijas se casaran jóvenes y evitaran tener que trabajar. A pesar de que apoyaban el sufragio femenino y el avance general de las mujeres en la sociedad, los Goulden creían que sus hijas eran incapaces de alcanzar las mismas metas que los hombres. Una noche cuando su padre entró a su habitación, Emmeline pretendió estar dormida y escuchó que dijo: "Qué lástima que no naciese muchacho".
Fue a través del interés de sus padres en el sufragio femenino que Pankhurst fue introducida al tema. Su madre recibía y leía el Women's Suffrage Journal (revista sobre el sufragio femenino), y Pankhurst sentía una gran afección hacia la editora, Lydia Becker. A la edad de 14, regresó un día de la escuela y encontró a su madre en camino a una reunión pública sobre el derecho a votar de las mujeres. Después de enterarse de que Becker estaría dando un discurso, insistió en asistir. Pankhurst quedó cautivada por las palabras de Becker y posteriormente escribió: "Dejé la reunión como una consciente y confirmada sufragista".
Un año después, se fue a París a estudiar en la École Normale de Neuilly. La escuela impartía a sus estudiantes femeninas clases de química y contaduría, en adición a las artes tradicionales femeninas como el bordado. Su compañera de cuarto fue Noémie, hija de Henri Rochefort, quien estuvo en prisión en Nueva Caledonia por su apoyo a la Comuna de París. Las chicas compartían historias de las hazañas políticas de sus padres y permanecieron buenas amigas por muchos años. Noémie se casó con un pintor suizo y rápidamente encontró un esposo apropiado para su amiga inglesa. Sin embargo, cuando Robert Goulden se negó a otorgar una dote para su hija, el hombre retractó su oferta de matrimonio y Pankhurst regresó, miserable, a Mánchester.

### Matrimonio y familia

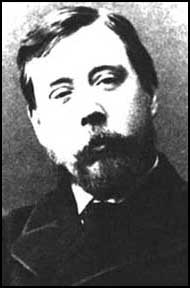
Richard Pankhurst atrajo la atención de Emmeline Goulden cuando ella vio su "hermosa mano" abriendo la puerta de un taxi cuando este llegó a una reunión pública en 1878.

En el otoño de 1878, a la edad de 20 años, Emmeline Goulden conoció y se enamoró de Richard Pankhurst, un abogado que había luchado durante años por el sufragio femenino y otras causas, como la libertad de expresión y la reforma educacional. Richard, que tenía 44 años cuando se conocieron, había decidido permanecer soltero para así servir mejor al público. Su mutua atracción era intensa, pero la felicidad de la pareja disminuyó debido al fallecimiento de la madre de Richard al año siguiente. Sophia Jane Goulden increpó a su hija por insinuarse a Richard y le rogó, sin éxito, que se mostrara más indiferente. La pareja contrajo nupcias en la iglesia de San Lucas, en Pendleton, el 18 de diciembre de 1879.

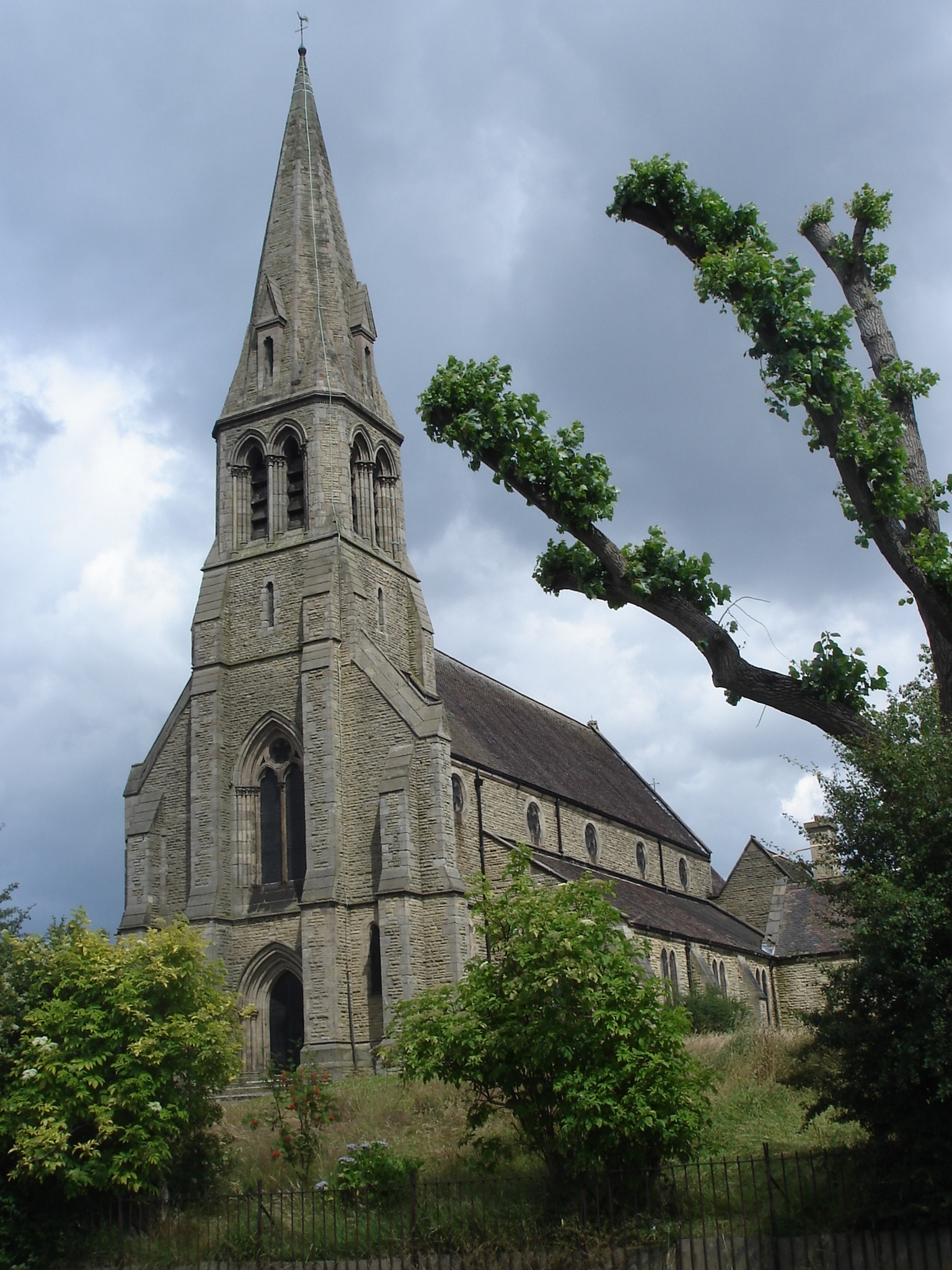
Iglesia de San Lucas, Pendleton

Durante la década de 1880, viviendo en el cottage de los Goulden con sus padres en Seedley, Emmeline Pankhurst atendía a su esposo e hijos, pero todavía le dedicaba tiempo a actividades políticas. A pesar de que dio a luz a cinco hijos en diez años, tanto ella como Richard creían que no debería de convertirse en una "máquina del hogar". Por consiguiente contrataron a una sirvienta para que ayudara con los niños mientras que Pankhurst se involucraba con la Sociedad sufragista de mujeres (Women's Suffrage Society). Su hija Christabel nació el 22 de septiembre de 1880, menos de un año después de la boda. Pankhurst dio a luz a otra hija, Estelle Sylvia, en 1882 y a su hijo Francis Henry, apodado Frank, en 1884. Poco después Richard Pankhurst abandonó el Partido Liberal. Comenzó a expresar opiniones socialistas más radicales y discutió en un caso en la corte contra varios ricos hombres de negocios. Estas acciones provocaron la ira de Robert Goulden y el ambiente en la casa se volvió tenso. En 1885, los Pankhurst se mudaron a Chorlton-on-Medlock, donde nació su hija Adela. Al año siguiente se mudaron a Londres, donde Richard participó sin éxito en las elecciones para ser elegido como miembro del parlamento y Pankhurst abrió una pequeña tienda de telas llamada Emerson and Company.
En 1888 Francis contrajo difteria y murió el 11 de septiembre. Abrumada con dolor, Pankhurst envió a hacer dos retratos del fallecido niño pero fue incapaz de mirarlos y los escondió en un armario de una habitación. La familia descubrió que un sistema de drenaje defectuoso en la parte trasera de su casa había causado la enfermedad de su hijo. Pankhurst culpó a las malas y pobres condiciones de su barrio y la familia se mudó a un distrito de clase media más acaudalado en Russell Square. Poco después, Emmeline estuvo encinta una vez más y declaró que el bebé era "Frank regresando". Dio a luz a un hijo el 7 de julio de 1889 y lo nombró Henry Francis en honor a su fallecido hermano.
Pankhurst convirtió su hogar en Russell Square en un centro para hermanas afligidas, atrayendo activistas de muchos diversos tipos. Disfrutaba decorando la casa - en especial con accesorios de Asia - y vistiendo a la familia con ropa de buen gusto. Su hija Sylvia escribió más tarde: "Belleza e idoneidad en su vestido y reuniones en la casa, le parecían en todo momento un escenario indispensable para el trabajo público". Los Pankhurst fueron anfitriones de una gran variedad de huéspedes, incluyendo al abolicionista estadounidense William Lloyd Garrison, al miembro del parlamento hindú Dadabhai Naoroji, a los activistas sociales Herbert Burrows y Annie Besant, y a la anarquista Louise Michel.

## Women's Franchise League (Liga del Sufragio Femenino)

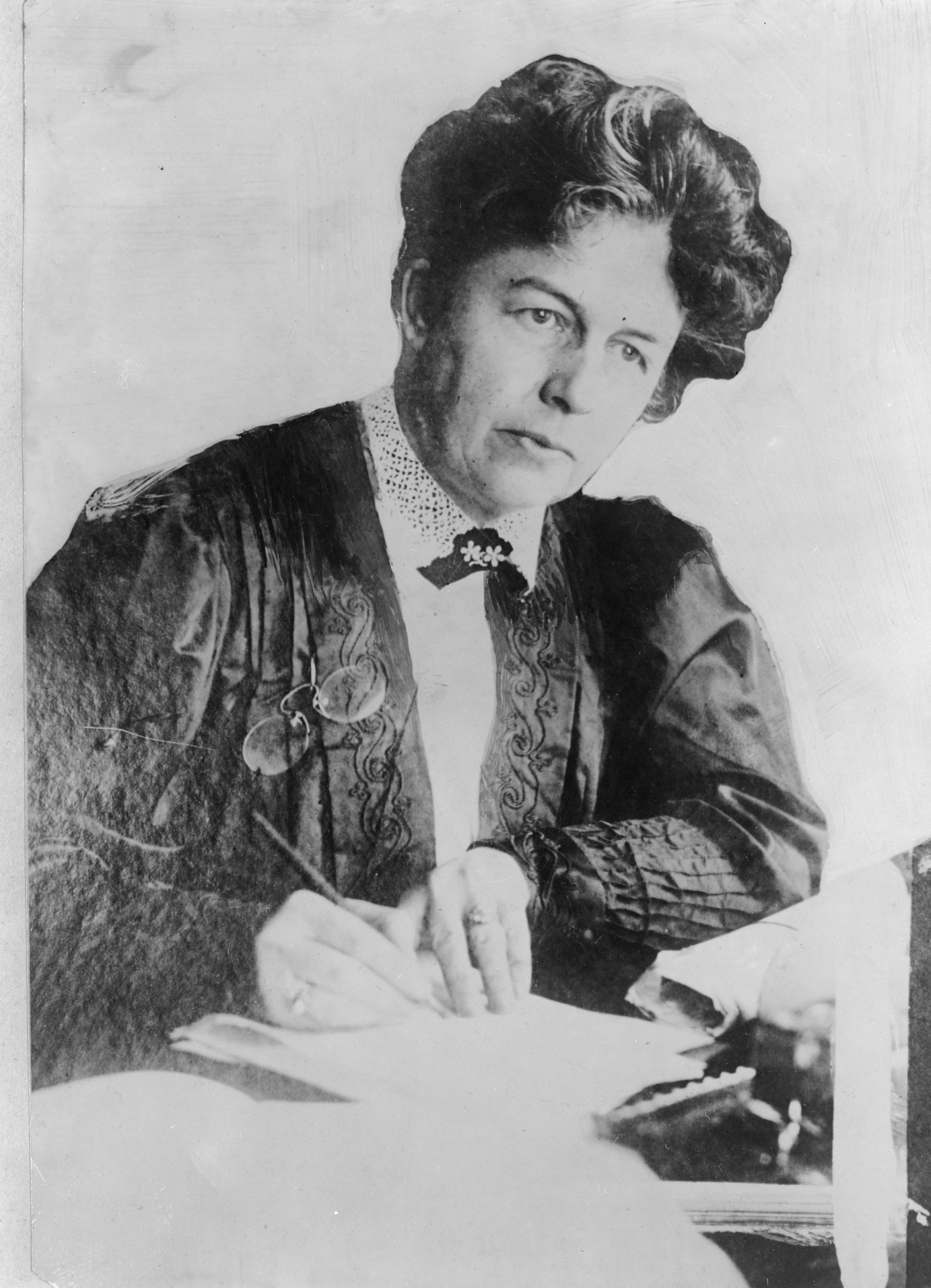
Harriot Eaton Stanton Blatch, hija de la sufragista estadounidense Elizabeth Cady Stanton, se volvió amiga de Pankhurst a través de su trabajo en la Women's Franchise League.

En 1888, la primera coalición británica de grupos que abogaban por el derecho de las mujeres a votar, la National Society for Women's Suffrage (NSWS), se separó después de que la mayoría de sus miembros decidieran unirse a organizaciones afiliadas a partidos políticos. Enojadas con esta situación, algunas de las líderes del grupo, incluyendo a Lydia Becker y Millicent Fawcett, salieron furiosas de la reunión y crearon una organización alternativa comprometida a las "viejas reglas", llamada Great College Street Society (Sociedad de la calle Great College), debido a la ubicación de su cuartel general. Pankhurst se unió al grupo de las "nuevas reglas", al cual se le conoció como Parliament Street Society (PSS). Algunos miembros de la PSS favorecían abordar la obtención del voto poco a poco. Ya que a menudo se asumía que las mujeres casadas no necesitaban el voto dado que sus esposos "votaban por ellas", algunos miembros de la PSS pensaban que el voto para mujeres solteras y viudas era un paso práctico sobre el camino hacia el sufragio en su totalidad. Cuando la reticencia entre los miembros de la PSS para abogar a favor de las mujeres casadas se volvió clara, Pankhurst y su esposo ayudaron a organizar un nuevo grupo dedicado a obtener el derecho al voto para todas las mujeres - casadas y solteras.
La reunión inaugural de la Women's Franchise League (WFL) se llevó a cabo el 25 de julio de 1889, en el hogar de los Pankhurst de Russell Square. William Lloyd Garrison habló en la reunión, advirtiendo a la audiencia que el movimiento de abolición en los Estados Unidos había sido obstaculizado por individuos que defendían la moderación y la paciencia. Entre los primeros miembros de la WFL se encontraban Josephine Butler, líder de la Asociación nacional de señoritas para la revocación de las actas de enfermedades contagiosas (Ladies National Association for the Repeal of the Contagious Diseases Acts); la amiga de los Pankhurst Elizabeth Wolstenholme Elmy; y Harriot Eaton Stanton Blatch, hija de la sufragista estadounidense Elizabeth Cady Stanton.
La WFL fue considerada como una organización radical, ya que además del sufragio femenino apoyaba también la igualdad de derechos para mujeres en las áreas del divorcio y las herencias. También abogaba por sindicatos y buscaba alianzas con organizaciones socialistas. El grupo más conservativo que surgió a partir de la separación la NSWS (Sociedad nacional para el sufragio femenino) se reveló en contra de lo que llamaban la "izquierda extremista" del movimiento. La WFL reaccionó ridiculizando al "Partido sufragista de las solteronas" (Spinster Suffrage Party) e insistió en que un ataque más amplio sobre la inequidad social era necesario. El radicalismo del grupo provocó que algunos de sus miembros lo abandonaran; tanto Blatch como Elmy renunciaron de la WFL. El grupo se deshizo un año después.

## Partido Laborista independiente
La tienda de Pankhurst nunca tuvo mucho éxito y Richard tenía problemas atrayendo negocios en Londres. Con las finanzas de la familia en riesgo, Richard viajaba constantemente al noroeste de Inglaterra, donde se encontraban la mayoría de sus clientes. En 1893, los Pankhurst cerraron la tienda y volvieron a Mánchester. Se quedaron varios meses en la ciudad de Southport, luego se mudaron por un breve periodo al pueblo de Disley y finalmente se instalaron en una casa en Victoria Park en Mánchester. Las chicas se inscribieron al bachillerato para chicas de Mánchester, donde se sentían limitadas debido al gran número de alumnos y el estrictamente reglamentado horario.

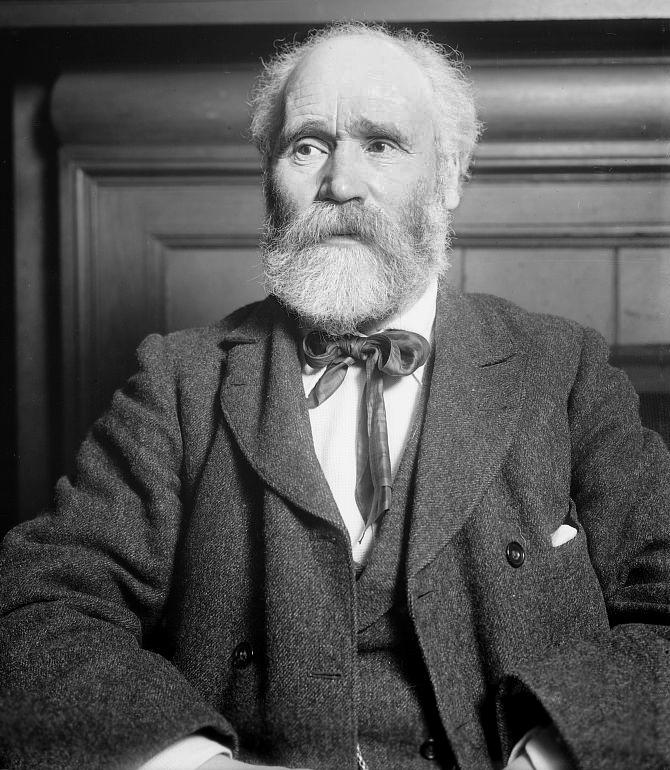
Keir Hardie trabajó con Pankhurst en diversos asuntos políticos y posteriormente se convirtió en un buen amigo de Sylvia.

Pankhurst comenzó a trabajar con varias organizaciones políticas, distinguiéndose por primera vez como una activista en su propio derecho y ganando respeto de la comunidad. Un biógrafo describe este periodo como su "surgimiento de la sombra de Richard". Además de su trabajo sobre el sufragio femenino, trabajó con la Federación liberal de mujeres, (Women's Liberal Federation, WLF) un auxiliar del partido liberal. Rápidamente se desilusionó con las posiciones moderadas del grupo, especialmente con su objeción de apoyar la ley que permitiría a Irlanda gobernarse por sí misma (Irish Home Rule) y el liderato aristocrático de Archibald Primrose.
En 1888, Pankhurst conoció y forjó una amistad con Keir Hardie, un socialista de Escocia. Fue elegido para participar en el parlamento en 1891 y dos años después ayudó a crear el Partido laborista independiente, PLI (Independent Labour Party). Emocionada con los problemas que el PLI prometía confrontar, Pankhurst abandonó la WLF y solicitó afiliarse al PLI. Su admisión fue rechazada por la rama local del partido; sin embargo, finalmente logró unirse al PLI nacional. Christabel escribió más tarde sobre el entusiasmo de su madre por el partido y sus esfuerzos: "Con este movimiento, ella esperaba que tal vez se darían los medios necesarios para corregir los males políticos y sociales".
Una de sus primeras actividades con el PLI consistía en distribuir comida a hombres y mujeres pobres a través del Comité de asistencia a los desempleados (Committee for the Relief of the Unemployed). En diciembre de 1894 fue elegida como Poor Law Guardian de Chorlton-on-Medlock. Quedó paralizada por las condiciones que observó en los asilos de pobres (workhouse) de Mánchester: 

La primera vez que fui a esos lugares quedé horrorizada al ver a pequeñas niñas de siete y ocho años de rodillas fregando las frías piedras del piso de los largos corredores…la bronquitis era una epidemia entre ellas la mayoría del tiempo. Me di cuenta de que había mujeres embarazadas, tallando pisos, haciendo el tipo de trabajo más pesado, casi hasta que sus bebés llegaban al mundo…Por supuesto los bebes están muy mal protegidos.. Esas pobres y desprotegidas madres con sus bebes, estoy segura que todo esto fueron potentes factores en mi educación como militante.

Pankhurst inmediatamente comenzó a trabajar para cambiar estas condiciones y se estableció como una exitosa portavoz por la reforma que regulaba la Poor Law (Ley de los Pobres). Su principal oponente era un nombre llamado Mainwaring, conocido por su mala educación. Reconociendo que su mal temperamento podía perjudicar sus oportunidades de persuadir a aquellos afiliados a Pankhurst, durante las reuniones traía una nota que decía: "¡No pierdas tu temperamento!".
Después de ayudar a su esposo nuevamente con una poco exitosa campaña parlamentaria, Pankhurst enfrentó problemas legales en 1896 cuando ella y dos hombres violaron una orden judicial sobre la restricción de que las reuniones del PLI no podían sostenerse en Boggart Hole Clough. Con Richard dedicando su tiempo a consultorías legales, se negaron a pagar las multas y ambos hombres pasaron un mes en prisión. Sin embargo, el castigo nunca fue ordenado para Pankhurst, posiblemente porque el magistrado temía que el encarcelamiento de una mujer tan respetada entre la sociedad provocara una reacción negativa de parte del público. Cuando un reportero le preguntó si estaría preparada para pasar tiempo en prisión, Pankhurst respondió: "Oh, sí, por supuesto. Sabes, no sería tan terrible y además sería una valiosa experiencia". A pesar de que las reuniones del PLI fueron permitidas finalmente, este episodio resultó ser estresante Pankhurst y representó una pérdida de ingresos para la familia.

### La muerte de Richard
Durante el problema de Boggart Hole Clough, Richard Pankhurst comenzó a experimentar severos dolores de estómago. Había desarrollado una úlcera gástrica y su salud se deterioró en 1897. La familia se mudó brevemente a Mobberley, con la esperanza de que el aire fresco del campo ayudaría a su condición. Al poco tiempo se volvió a sentir bien y la familia pudo regresar a Mánchester en el otoño. Sin embargo, en el verano de 1898 sufrió una recaída repentina. Pankhurst se había llevado a Christabel, su hija mayor, a Corsier en Suiza a visitar a su vieja amiga Noémie. Llegó un telegrama de Richard diciendo: "No me encuentro bien. Por favor regresa a casa, mi amor". Dejando a Christabel con Noémie, Pankhurst regresó inmediatamente a Inglaterra. El 5 de julio, mientras estaba en el tren de Londres a Mánchester, vio un periódico que anunciaba su muerte.

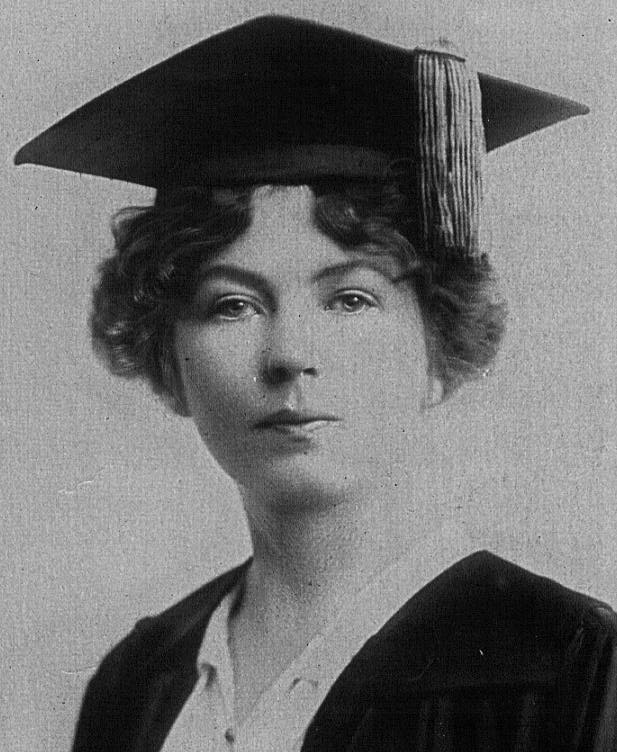
Christabel Pankhurst, frecuentemente llamada la hija favorita, pasó casi 15 años trabajando con su madre por el sufragio femenino.

La muerte de su esposo dejó a Pankhurst con nuevas responsabilidades y una deuda muy grande. Se mudó con su familia a una casa más pequeña, renunció del Board of Guardians y tomó un empleo remunerado en el registro civil en el área de nacimientos y defunciones en Chorlton. Este trabajo le dio una visión más profunda de las condiciones de las mujeres en esta región. Escribió en su autobiografía: "Solían contarme historias, algunas de ellas terribles historias, y todas ellas patéticas con una conmovedora resignación acerca de la pobreza". Sus observaciones sobre las diferencias entre la vida de las mujeres y los hombres, por ejemplo con relación a la ilegitimidad, fortalecieron su convicción de que las mujeres necesitaban el derecho al voto a fin de que sus condiciones mejoraran. En 1900 fue elegida para formar parte de la Junta escolar de Mánchester y vio nuevos casos de mujeres sufriendo de tratos injustos y oportunidades limitadas. Durante este tiempo reabrió su tienda, con la esperanza de obtener un ingreso adicional para la familia.
Las identidades personales de los hijos de Pankhurst comenzaron a emerger en el tiempo cercano a la muerte de su padre. Al poco tiempo todos se encontraban involucrados en la lucha por el sufragio femenino. Christabel disfrutaba de un estatus privilegiado entre las hijas, como Sylvia escribió en 1931: "Ella era la favorita de nuestra madre; todos lo sabíamos y yo, por lo menos, nunca resentí este hecho". Christabel no compartía el fervor de su madre por el trabajo político, hasta que trabó amistad con las activistas por el sufragio Esther Roper y Eva Gore-Booth. Pronto comenzó a involucrarse con el movimiento sufragista y se unió a su madre en eventos de discursos. Sylvia tomó lecciones de un respetado artista local y recibió una beca para la Escuela de arte de Mánchester (Manchester School of Art). Posteriormente se fue a estudiar arte en Florencia y Venecia. Los hijos más jóvenes, Adela y Harry, tenían dificultades en encontrar un camino para sus estudios. Enviaron a Adela a un internado local, donde perdió contacto con sus amigos y se contagió de piojos. Harry también tenía dificultades en la escuela: sufría de problemas de visión y contrajo el sarampión.

## Women's Social and Political Union

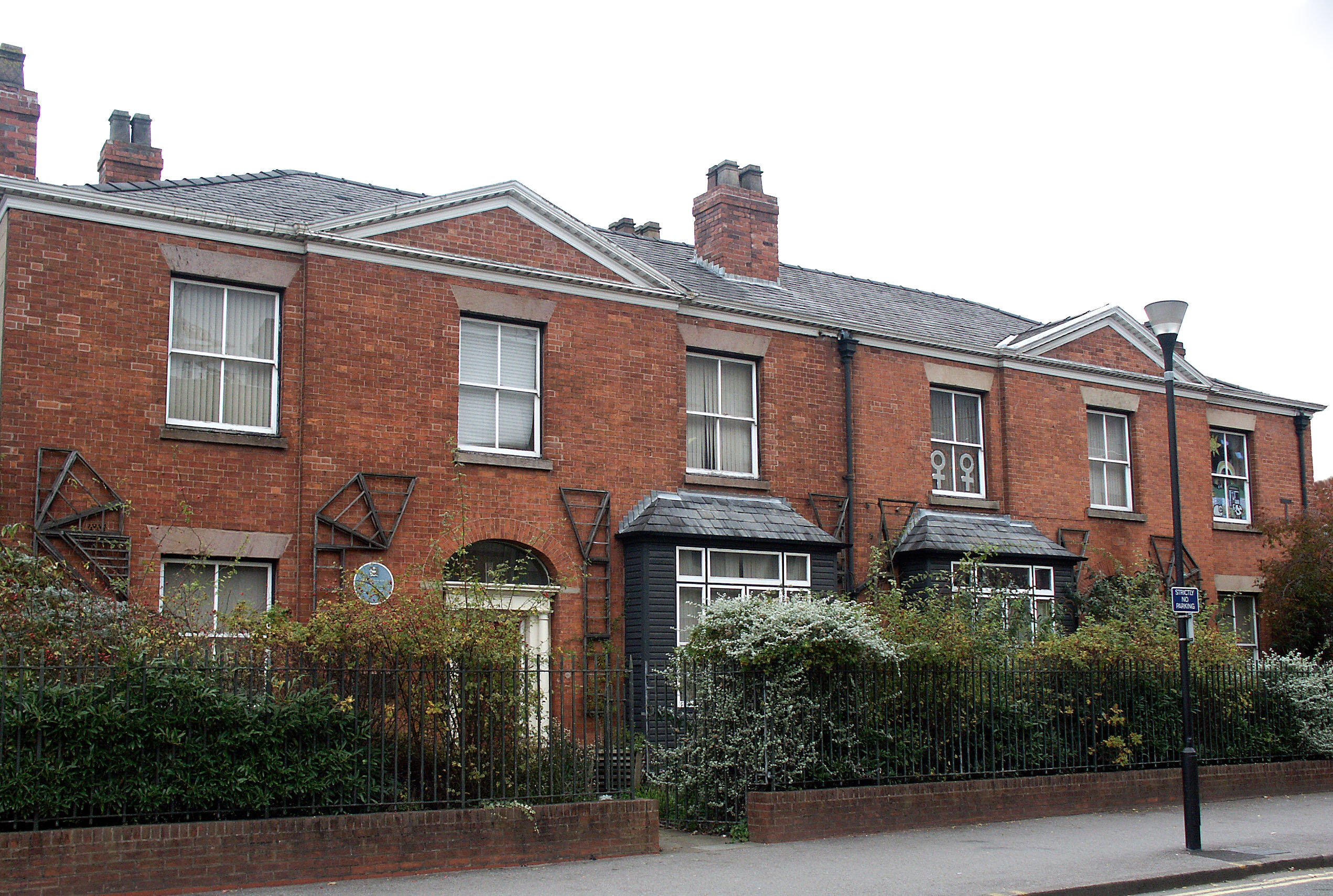
La WSPU fue fundada en el número 62 de la calle Nelson en Mánchester en 1903. La villa victoriana es ahora hogar del Centro Pankhurst.

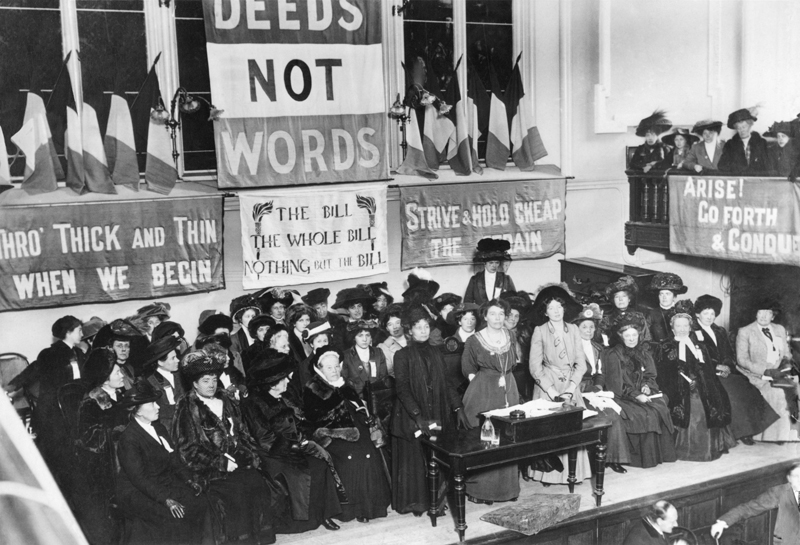
La Unión Social y Política de las Mujeres (WSPU) fue conocida por sus actividades violentas. Pankhurst dijo una vez: "La condición de nuestro sexo es tan deplorable que es nuestro trabajo romper la ley para llamar la atención hacia las razones por las que hacemos lo que hacemos".

Para 1903, Pankhurst creía que años de discursos moderados y promesas sobre el sufragio femenino por parte de los miembros del parlamento (MPs) no habían rendido progreso. A pesar de que las propuestas de ley acerca del sufragio en 1870, 1886 y 1897 resultaban prometedoras, cada una había sido derrotada. Dudaba que los partidos políticos, con sus múltiples puntos de agenda, hicieran del sufragio femenino una prioridad. Incluso renunció al PLI cuando este se negó a concentrarse en el derecho al voto de la mujer. Era necesario abandonar las tácticas pasivas de los grupos sufragistas existentes, ella estaba a favor de prácticas más agresivas. Por lo tanto, el 10 de octubre de 1903, Pankhurst y varias colegas fundaron la Women's Social and Political Union, WSPU (Unión política y social de mujeres), una organización abierta únicamente a mujeres, la cual se concentró en acciones directas para poder ganar el voto. Más tarde escribió: "Acciones, no palabras. Ese será nuestro lema".
Al inicio el grupo no tenía tácticas violentas. Además de dar discursos y juntar firmas para peticiones, la WSPU organizaba mítines y publicaba un boletín informativo llamado Voto para mujeres (Votes for Women). El grupo también convocaba "parlamentos de mujeres" para coincidir con sesiones gubernamentales oficiales. Cuando una propuesta de ley para el sufragio femenino fue obstruida el 12 de mayo de 1905, Pankhurst y otros miembros de la WSPU hicieron una gran protesta afuera del edificio del Parlamento. La policía las alejó inmediatamente, pero se reagruparon y demandaron la aprobación de la ley. A pesar de que la ley nunca fue aprobada, Pankhurst consideró al evento como una exitosa demostración sobre el poder de la militancia en capturar la atención. Pankhurst declaró en 1906: "Finalmente somos reconocidas como un partido político: nos encontramos en el centro de la política y somos una fuerza política".
Después de poco tiempo, tres de sus hijas se convirtieron en miembros activos de la WSPU. Christabel fue arrestada después de escupirle a un policía durante una reunión del partido liberal en octubre de 1905; Adela y Sylvia fueron arrestadas un año después durante una protesta afuera del Parlamento. Pankhurst fue arrestada por primera vez en febrero de 1908, cuando intentó entrar al Parlamento para entregarle una resolución de protesta al Primer ministro H. H. Asquith. Se le hicieron cargos por obstrucción y fue sentenciada a seis semanas en prisión. Se quejó de las malas condiciones de su encierro, incluyendo plagas, escasas raciones de comida y la "tortura civilizada del confinamiento solitario y en silencio absoluto" el cual le fue impuesto a ella y otras. Pankhurst vio el encarcelamiento como una forma de publicitar la urgencia del sufragio femenino; en junio de 1909 golpeó a un oficial policial dos veces en la cara para asegurarse de ser detenida. Pankhurst fue arrestada siete veces antes de que el sufragio femenino fuera aprobado. Durante su juicio el 21 de octubre de 1908 le dijo a la corte: "No estamos aquí por ser infractoras de la ley; estamos aquí por nuestros esfuerzos de convertirnos en hacedoras de leyes".

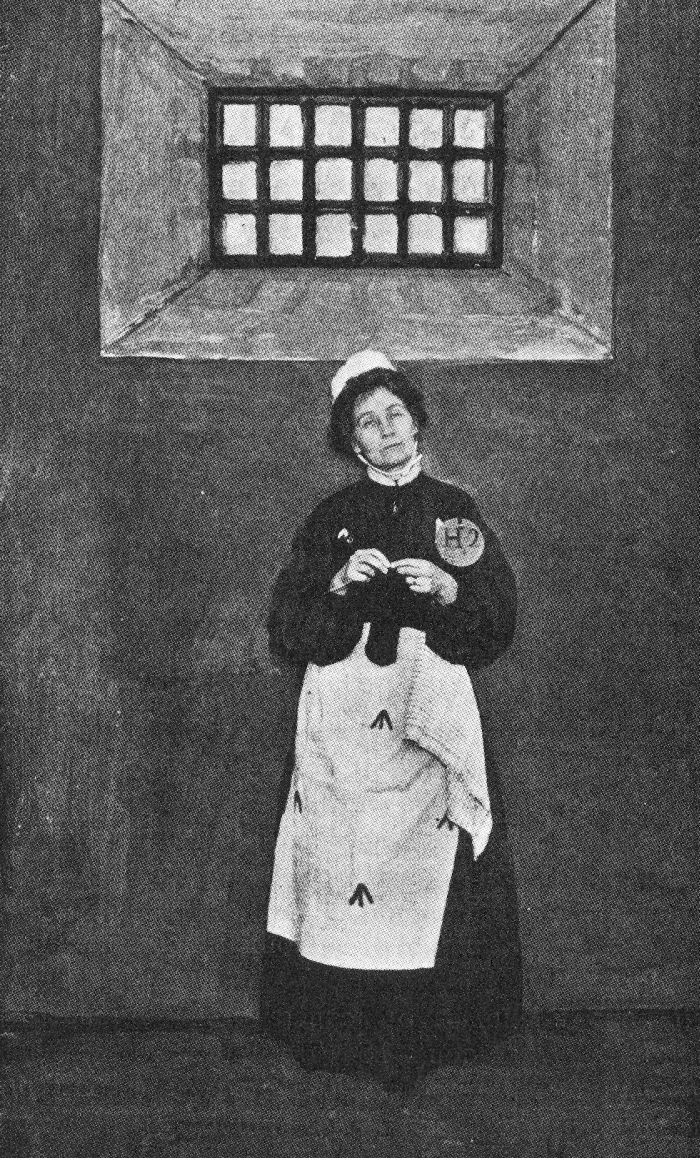
Pankhurst (en ropa de prisión) describió su primer encarcelamiento: "Como un ser humano en el proceso de ser transformado en una bestia salvaje".

El enfoque exclusivo de la WSPU en el derecho al voto de las mujeres fue un distintivo de su activismo. Mientras que otras organizaciones accedían a trabajar con partidos políticos individuales, la WSPU insistió en separarse de – y en muchos casos oponerse a – los partidos que no hicieran del sufragio femenino una prioridad. El grupo se manifestaba en contra de todos los candidatos que pertenecieran al partido del gobierno en el poder, ya que este se negaba a aprobar la legislación que le daría el voto a las mujeres. Esto las llevó a conflictos inmediatos con los coordinadores del partido liberal particularmente, ya que muchos candidatos liberales apoyaban el voto de las mujeres. (Un blanco de la oposición de la WSPU fue el futuro Primer ministro Winston Churchill; su oponente atribuyó la derrota de Churchill en parte a "esas señoras de las que se burlan".)
Miembros de la WSPU eran a veces molestadas y ridiculizadas por arruinar las elecciones de los candidatos liberales. El 18 de enero de 1908, Pankhurst y su socia Nellie Martel fueron atacadas por una multitud de hombres que apoyaban a los liberales y culpaban a la WSPU de haberles hecho perder una reciente elección extraordinaria frente a un candidato conservador. Los hombres les arrojaron lodo, huevos podridos y piedras dentro de bolas de nieve; las mujeres fueron golpeadas y un tobillo de Pankhurst fue gravemente herido. Tensiones similares se crearon posteriormente con el partido laboral hasta que los líderes del partido hicieron del sufragio femenino una prioridad. Sin embargo, la WSPU continuó con su violento activismo. Pankhurst y otras mujeres de la unión creían que los partidos políticos eran una distracción en su objetivo del sufragio femenino y criticaban a otras organizaciones de poner la lealtad hacia algún partido político antes que el derecho de votar de las mujeres.

Mientras que la WSPU ganaba reconocimiento y notoriedad por sus acciones, Pankhurst se negaba a democratizar a la institución. En 1907 un pequeño grupo de miembros, dirigidas por Teresa Billington-Greig llamaron a una mayor participación por parte de las suffragettes en las reuniones anuales de la unión. En respuesta, Pankhurst anunció en una junta de la WSPU que los elementos de la constitución de la organización en relación con la toma de decisiones eran inválidos y canceló las reuniones anuales. También insistió en que se debía de elegir a un pequeño comité que coordinara las actividades de la WSPU. Pankhurst y su hija Christabel fueron elegidas (junto con Mabel Tuke y Emmeline Pethick Lawrence) como miembros de este nuevo comité. Frustradas, varias de sus integrantes, incluyendo a Billington-Greig y Charlotte Despard renunciaron de su propia organización, la Liga por la libertad de las mujeres (Women's Freedom League). En su autobiografía de 1914, Pankhurst descarta críticas sobre la estructura de liderazgo dentro de la WSPU: 
Si en cualquier momento un miembro o un grupo de miembros perdía fe en nuestras políticas; si cualquiera comenzaba a sugerir que alguna política debía de ser sustituida o si trataba de confundir la lucha y quería agregar nuevas reglas, esa persona cesaba de ser un miembro de inmediato. ¿Autocrático? Definitivamente. Pero, puede que no estés de acuerdo, una organización sufragista debe de ser democrática. Bueno, los miembros de la WSPU no están de acuerdo contigo. Nosotros no creemos en la eficacia de las organizaciones sufragistas ordinarias. La WSPU no está obstaculizada por una complejidad de reglas. No tenemos constitución ni leyes; nada que se deba modificar o con lo que se pueda juguetear o pelear durante las reuniones anuales. La WSPU es simplemente un ejército sufragista en el campo de batalla.

### Intensificación táctica
El 21 de junio de 1908, 500 000 activistas se reunieron en Hyde Park para demandar el derecho al voto de las mujeres; Asquith y los miembros del parlamento más destacados respondieron con indiferencia. Molestas por su intransigencia y actividad abusiva por parte de la policía, algunas integrantes de la WSPU aumentaron la severidad de sus acciones. Poco después del mitin, doce mujeres se juntaron en la plaza del parlamento (Parliament Square) e intentaron dar discursos acerca del sufragio femenino. Los oficiales de la policía tomaron por la fuerza a varias de las presentes y las empujaron hacia una multitud de oponentes que se habían reunido cerca. Frustradas ante esta situación, dos integrantes de la WSPU – Edith New y Mary Leigh – fueron al número 10 de Downing Street y tiraron piedras a las ventanas del hogar del Primer ministro. Insistieron en que sus acciones fueron independientes de las órdenes de la WSPU, pero Pankhurst expresó su aprobación de sus actos. Cuando un magistrado sentenció a New y Leigh a dos meses de prisión, Pankhurst le recordó a la corte cómo a través de la historia de Gran Bretaña, varios agitadores políticos masculinos habían roto ventanas para ganar derechos civiles y legales.

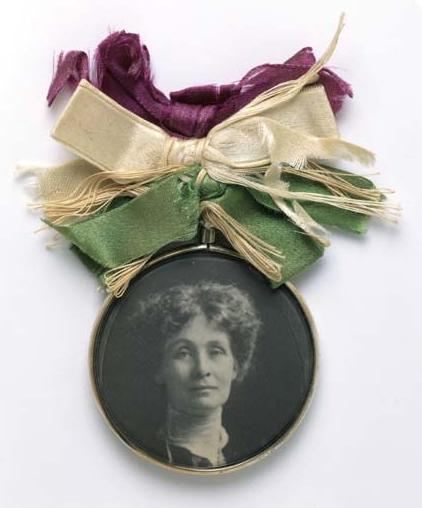
Prendedor de Emmeline Pankhurst – c. 1909 – Vendido en grandes cantidades por la WSPU para recaudar fondos para su causa. – Museo de Londres.

En 1909, la WSPU incorporó a su repertorio de resistencia la huelga de hambre. El 24 de junio, Marion Wallace Dunlop fue arrestada por escribir un pasaje de la carta de derechos (Bill of Rights) sobre una pared de la Cámara de los Comunes del Reino Unido. Enojada con las condiciones de la cárcel, Dunlop entró en huelga de hambre. Cuando se dieron cuenta de que era efectivo, catorce mujeres que habían sido encarceladas por romper ventanas comenzaron a dejar de comer. Pronto, las integrantes de la WSPU fueron conocidas en todo el país por mantener extensas huelgas de hambre en protesta por su encarcelamiento. Frecuentemente, las autoridades de la prisión tenían que alimentar a estas mujeres por la fuerza, usando tubos que les insertaban a través de la nariz o la boca. Las dolorosas técnicas (que, en el caso de alimentación a través de la boca requerían del uso de mordazas de acero para mantener la boca abierta) trajeron consigo la desaprobación de sufragistas y profesionales médicos.
Estas tácticas causaron tensión entre la WSPU y las organizaciones más moderadas, las cuales se habían fusionado en la Unión nacional de sociedades femeninas sufragistas (National Union of Women's Suffrage Societies, NUWSS). La líder de este grupo, Millicent Fawcett, originalmente aclamaba a las integrantes de la WSPU por su valentía y dedicación a la causa. Sin embargo, para 1912, declaró que las huelgas de hambre eran meras artimañas de publicidad y que las violentas activistas se habían convertido en "el principal obstáculo en el camino al éxito del movimiento sufragista". La NUWSS se negó a unirse a una marcha de grupos sufragistas de mujeres, después de haber exigido sin éxito que la WSPU dejara sus tácticas de destrucción de propiedad. La hermana de Fawcett, Elizabeth Garrett Anderson, renunció de la WSPU por razones similares.

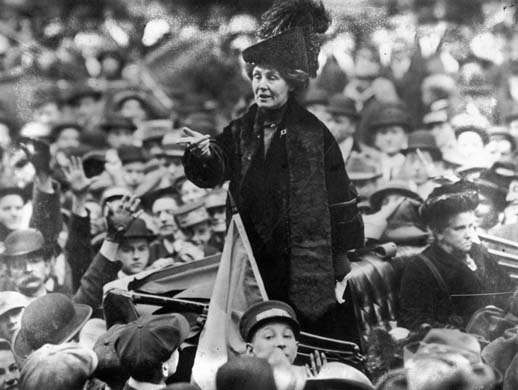
Después de vender su hogar, Pankhurst viajaba frecuentemente, dando discursos a través de Inglaterra y Estados Unidos. Uno de sus discursos más famosos Freedom or death, fue pronunciado en Connecticut en 1913.

La cobertura de la prensa fue mixta; muchos periodistas notaron que multitudes de mujeres respondían positivamente a los discursos de Pankhurst, mientras que otras condenaban su acercamiento radical del tema. El Daily News le rogó a Pankhurst que apoyara un acercamiento más moderado y otros miembros de la prensa condenaron a la WSPU por romper ventanas. En 1906, el periodista del Daily Mail Charles Hands se refirió a estas mujeres violentas usando el término "suffragette" (en vez del comúnmente usado "sufragista"). Pankhurst y sus aliadas adoptaron el término como propio y lo usaron para diferenciarse de los grupos más moderados.
La última mitad de la primera década del siglo fue una época de melancolía, soledad y mucho trabajo para Pankhurst. En 1907 vendió su hogar en Mánchester y comenzó un estilo de vida ambulante, viajando de lugar en lugar mientras daba discursos y participaba en marchas para apoyar el sufragio femenino. Se hospedaba en casas de amigos y hoteles, llevando sus pocas posesiones en maletas. A pesar de que se encontraba motivada por la lucha – y que encontró gran satisfacción en motivar también a los demás –sus viajes constantes significaban separarse de sus hijos, en especial de Christabel, quien se había convertido en la coordinadora nacional de la WSPU. En 1909, mientras Pankhurst planeaba un tour de conferencias por los Estados Unidos, Harry quedó paralítico después de que su médula espinal se inflamara. Pankhurst dudó en abandonar el país mientras se encontraba enfermo, pero necesitaba dinero para pagar por su tratamiento y el tour prometía ser lucrativo. A su regreso a casa, después del exitoso tour, se sentó junto a la cama de Harry hasta su muerte el 5 de enero de 1910. Cinco días después, enterró a su hijo y posteriormente dio un discurso frente a 5000 personas en Mánchester. Los simpatizantes del Partido liberal que habían ido a molestarla, permanecieron callados mientras ella se dirigía a la multitud.

### Conciliation Bill, alimentación forzada e incendios provocados
Después de las derrotas del partido liberal en las elecciones de 1910, el miembro del PLI y periodista Henry Brailsford ayudó a organizar un comité que presionara al gobierno a aprobar una ley sobre el sufragio femenino, logró reunir a 54 miembros parlamentarios de varios partidos. La propuesta de ley (Conciliation Bill) parecía ser una posibilidad poco definida pero aun así significativa para alcanzar el derecho al voto de las mujeres. Por lo tanto, la WSPU acordó en suspender el vandalismo de ventanas y huelgas de hambre mientras esta propuesta era negociada. Cuando se volvió claro que no sería aprobada, Pankhurst declaró: "Si la propuesta de ley, a pesar de todos nuestros esfuerzos, es rechazada por el gobierno, entonces... debo de decir que la tregua termina". Cuando fue rechazada, Pankhurst condujo una manifestación de 300 mujeres a la plaza del Parlamento el 18 de noviembre. Allí se enfrentaron a actos agresivos por parte de los policías, dirigidos por el secretario de estado Winston Churchill: los oficiales golpearon a las manifestantes, torcieron brazos e incluso tiraron de los pechos de las mujeres. A pesar de que a Pankhurst se le permitió la entrada al Parlamento, el Primer ministro, Asquith, rehusó verla. Este incidente pasó a ser conocido como el Black Friday (Viernes negro).

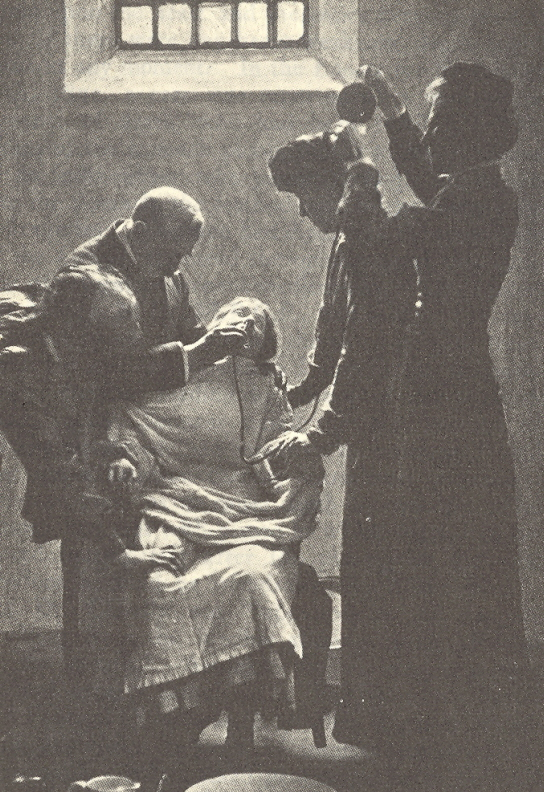
Pankhurst quedó horrorizada por los gritos de las mujeres que estaban siendo alimentadas por sonda durante las huelgas de hambre. En su autobiografía escribió: "Mientras viva, nunca podré olvidar el sufrimiento que experimenté durante esos días, cuando los gritos taladraban mis oídos".

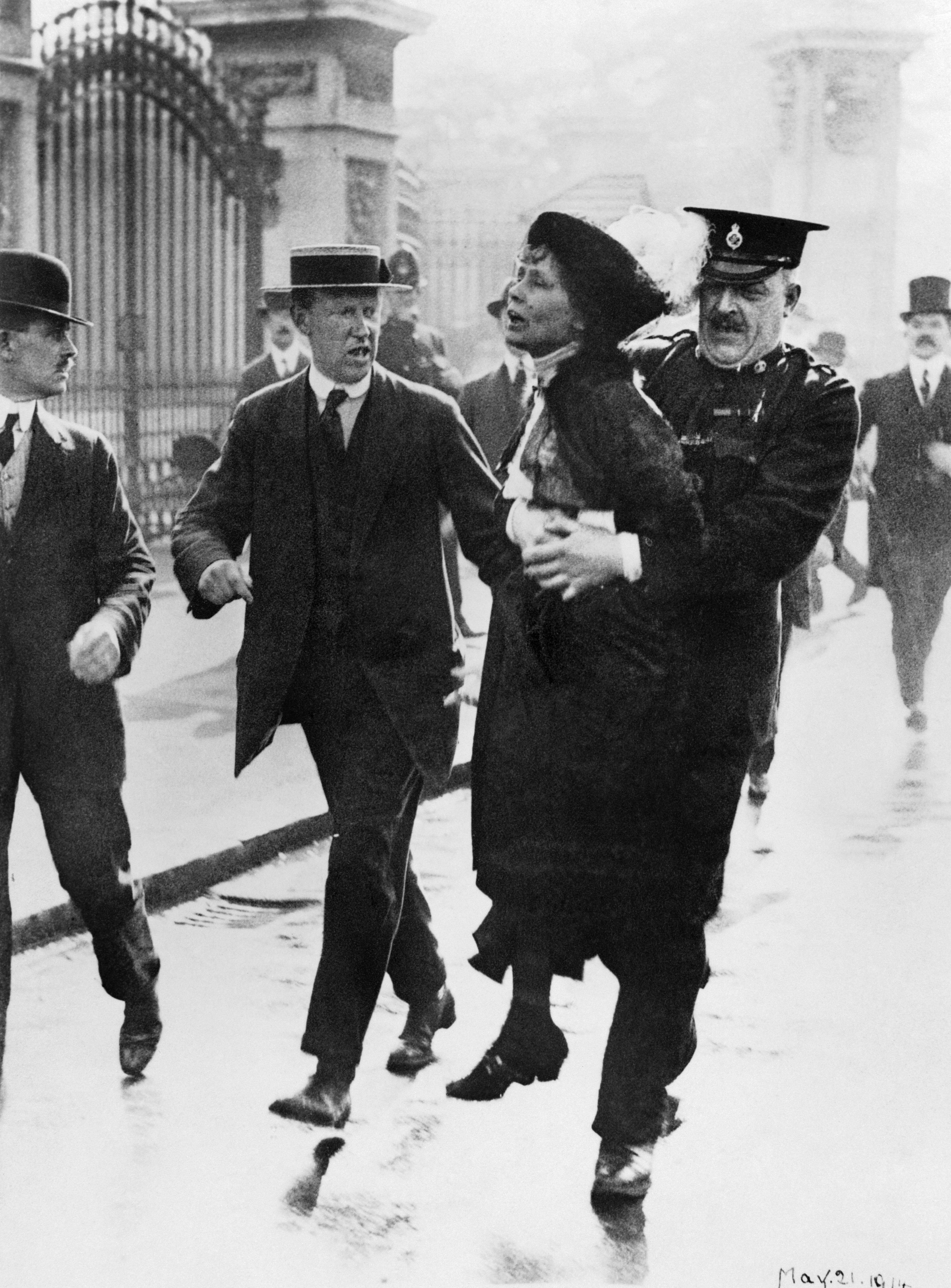
Pankhurst siendo arrestada por la policía afuera del Palacio de Buckingham. Intentaba presentar una petición de ley ante el rey Jorge V el 21 de mayo de 1914.

Conforme otras subsecuentes propuestas de ley fueron introducidas, las líderes de la WSPU abogaron por ponerle un alto a las tácticas de violencia. En marzo de 1912, cuando la segunda propuesta estaba en peligro, Pankhurst ordenó que se rompieran varias ventanas de edificios. Debido al extenso daño a la propiedad privada, la policía hizo una redada en las oficinas de la WSPU. Pankhurst y Emmeline Pethick-Lawrence fueron llevadas al Old Bailey, donde se les condenó por conspiración para cometer daño a la propiedad privada. Christabel, quien para 1912 era la jefa de coordinación de la organización, también era buscada por la policía. Huyó a París, desde donde continuó dirigiendo las estrategias de la WSPU. Capturada en la prisión Holloway, Emmeline Pankhurst llevó a cabo su primera huelga de hambre con el propósito de mejorar las condiciones de otras suffragettes en celdas contiguas; rápidamente Pethick-Lawrence y otras integrantes de la WSPU se le unieron. En su autobiografía describe el trauma que le causó el ser alimentada por sonda durante su huelga: "Holloway se convirtió en un lugar de horrores y tormento. Escenas repugnantes de violencia tenían lugar a casi cada hora del día, mientras los doctores iban de celda en celda efectuando su horrible trabajo". Cuando algunos oficiales de la prisión intentaron entrar en la celda de Pankhurst, ella levantó un jarra de terracota sobre su cabeza y les dijo: "Si alguno de ustedes se atreve a dar un paso adentro de esta celda, me defenderé".
El 3 de abril de 1913, Pankhurst fue sentenciada por Sir Charles Montague Lush a tres años en prisión por haber incitado a personas a cometer daños, refiriéndose a la explosión de una bomba en la casa de campo de Lloyd George en Walton Heath; Pankhurst amenazó con llevar a cabo una nueva huelga de hambre.
Después de este incidente, ya no hubo más intentos de alimentar por sonda a Pankhurst, pero continuó violando la ley y – cuando en prisión – matándose de hambre en protesta. Durante los siguientes dos años, Emmeline fue arrestada numerosas veces, sin embargo, frecuentemente era liberada al cabo de unos cuantos días debido a su mal estado de salud. Más tarde, el gobierno de Asquith promulgó la ley Gato y ratón (Cat and Mouse Act), la cual permitía poner en libertad a otras suffragettes que estuvieran enfermas debido a las huelgas de hambre. Los oficiales de prisión reconocieron el potencial desastre de relaciones públicas que estallaría si la popular líder de la WSPU fuera alimentada a la fuerza por sonda o sufriera extensivamente en la cárcel. Aun así, los oficiales policiales continuaron arrestando a Pankhurst mientras daba discursos o hacía marchas. Ella intentaba evadir a los policías usando disfraces y eventualmente la WSPU contrató a un equipo de mujeres entrenadas en el Jiu-jitsu para que protegieran físicamente a Pankhurst de la policía. Ella y otras compañeras eran blancos de la policía, lo cual resultó en peleas violentas cuando los oficiales intentaban detenerla.
En 1912 algunas integrantes de la WSPU adoptaron la provocación de incendios como una nueva táctica para ganar el voto. Después de que el Primer ministro Asquith hubiera visitado el Teatro real en Dublín, las suffragettes Gladys Evans, Mary Leigh, Lizzie Baker y Mabel Capper de la calle Oxford en Mánchester, intentaron causar una explosión usando pólvora y gasolina, sin embargo, este acto únicamente causó daños mínimos. Durante la misma noche, Mary Leigh lanzó un hacha al carruaje en el que viajaban John Redmond, el alcalde y el Primer ministro Asquith. Durante los siguientes dos años las mujeres prendieron fuego a un establecimiento de refrigerios en Regent's Park, un invernadero de orquídeas en Kew Gardens, buzones de correo y un vagón de tren. A pesar de que Pankhurst confirmó que esas mujeres no habían sido comandadas por ella o Christabel, le aseguraron al público que apoyaban estas acciones por parte de las suffragettes. Alrededor del país ocurrieron incidentes similares. Una integrante de la WSPU, por ejemplo, puso una pequeña inscripción en el carruaje del Primer ministro con las palabras: "Voto para las mujeres," y otras suffragettes usaron ácido para quemar el pasto de un campo de golf usado por miembros del parlamento e inscribir el mismo mensaje. En 1914 Mary Richardson rasgó el cuadro La Venus del espejo de Velázquez en protesta por el encarcelamiento de Pankhurst.

### Defección y disolución
La aprobación de la WSPU sobre la destrucción de propiedad privada, causó que muchas integrantes importantes de la WSPU abandonaran la organización. Los primeros fueron Emmeline Pethick-Lawrence y su esposo Frederick. Por mucho tiempo habían sido miembros integrales del liderazgo del grupo pero tuvieron muchos conflictos con Christabel sobre la sensatez de cometer tácticas tan erráticas. Tras haber regresado de unas vacaciones en Canadá descubrieron que Pankhurst los había expulsado de la WSPU. Esta decisión le pareció decepcionante a la pareja pero para evitar una división del movimiento, continuaron alabando a Pankhurst y a la organización en público. Durante la misma época, la hija de Emmeline Adela dejó el grupo. Ella desaprobaba que la WSPU apoyara destruir propiedades y sentía que era necesario un mayor énfasis en el socialismo. Como resultado, la relación de Adela con su familia – especialmente con Christabel – se volvió tensa.

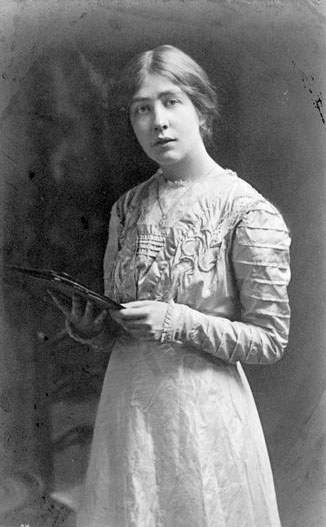
Después de haber sido expulsada de la WSPU, Sylvia, la hija de Pankhurst se sintió "golpeada por fuego amigo".

El distanciamiento más grande dentro de la familia Pankhurst se produjo en noviembre de 1913 cuando Sylvia dio un discurso en una reunión de socialistas y sindicatos de trabajadores, en el cual apoyaba al político laborista Jim Larkin. Ella había estado trabajando con la Federación de sufragistas del este de Londres (East London Federation of Suffragettes, ELFS), una rama de la WSPU que tenía una relación cercana con los socialistas y laboristas. La cercana conexión de Sylvia a grupos laboristas y su aparición en el escenario con Frederick Pethick-Lawrence – quien también habló a la multitud  – convencieron a Christabel que su hermana estaba organizando un grupo que podría desafiar a la WSPU en el movimiento sufragista. La disputa se hizo pública y los miembro de la WSPU, del PLI y la ELFS se prepararon para una confrontación.

En enero Sylvia fue convocada a París, donde la esperaban Emmeline y Christabel. Su madre acababa de regresar de una gira en los Estados Unidos y Sylvia acababa de ser liberada de la prisión. El regreso de su madre a Inglaterra resultó en su captura inmediata en Plymouth, mientras desembarcaba del SS Majestic. El jefe de policía Joseph Davidson Sowerby la arrestó y la escoltó personalmente a Exeter Gaol. Las 3 mujeres se encontraban exhaustas y estresadas, lo cual aumentó considerablemente la tensión entre ellas. En su libro de 1913 The Suffrage Movement (El movimiento sufragista) Sylvia describe a Christabel como una figura irracional, confrontándola por negarse a seguir las reglas de la WSPU:
Se volteó hacia mí. "Tú tienes tus propias ideas. Nosotras no queremos eso; ¡queremos que todas nuestras mujeres reciban instrucciones y marchen en fila como un ejército!" Demasiado cansada, demasiado estresada para pelear, no di ninguna respuesta. Me sentía oprimida por un sentimiento de tragedia, lastimada por su crueldad. Su glorificación de la autocracia me parecía realmente remota de la pelea ante la cual nos enfrentábamos, la triste lucha que continuaba desde las celdas. Pensé en muchas otras que habían sido empujadas a un lado por alguna diferencia menor.
Con la bendición de su madre, Christabel le ordenó al grupo de Sylvia que se disociara de la WSPU. Pankhurst intentó persuadir a la ELFS que eliminasen la palabra "suffragettes" de sus nombres, ya que esta estaba inextricablemente ligada a la WSPU. Cuando Sylvia rehusó, su madre le escribió una carta enojada: 
Estás siendo irracional, siempre lo has sido y me temo que siempre lo serás. ¡Supongo que así fuiste hecha! (...) Si hubieras elegido un nombre que aprobáramos, hubiéramos podido hacer mucho para lanzar y promocionar tu sociedad. Ahora debes hacer esto sola. Lo siento, pero tú misma creas tus propias dificultades al ser incapaz de ver las situaciones desde el punto de vista de alguien más. Tal vez con el tiempo aprenderás las lecciones que todos debemos aprender de la vida.
Adela, desempleada y con un futuro incierto, se había convertido en una preocupación para Pankhurst, quien decidió que Adela debería mudarse a Australia. Pankhurst pagó por su traslado. Nunca se volvieron a ver.

## Primera Guerra Mundial

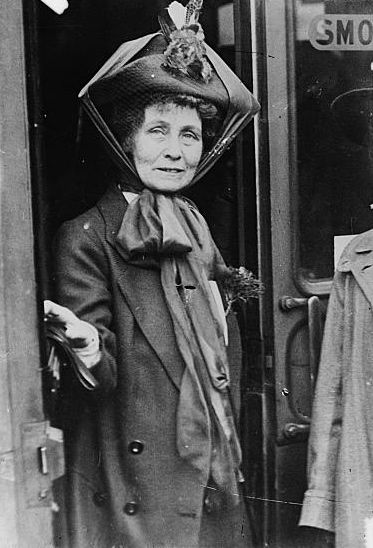
Emmeline Pankhurst

Cuando la Primera Guerra Mundial comenzó en agosto de 1914, Emmeline y Christabel consideraron que la amenaza generada por Alemania era un peligro para toda la humanidad y que el gobierno británico necesitaba del apoyo de todos los ciudadanos. Persuadieron a las integrantes de la WSPU a detener los actos sufragistas violentos hasta que las luchas en el continente europeo cesaran. No eran tiempos adecuados de protesta o agitación; Christabel escribió más tarde: "Esto era militancia nacional. Como sufragistas no podíamos ser pacifistas a ningún precio". Se estableció una tregua con el gobierno, todas las prisioneras de la WSPU fueron liberadas y Christabel pudo regresar a Londres. Emmeline y Christabel junto con otras líderes de la WSPU, como Grace Roe y Norah Dacre Fox (más tarde conocida como Norah Elam) pusieron en march a la WSPU para que ayudara en los esfuerzos de guerra. En su primer discurso después de haber vuelto a Inglaterra, Christabel les advirtió sobre el "peligro alemán". Les rogó a las mujeres reunidas a seguir el ejemplo de sus hermanas francesas, las cuales – mientras los hombres peleaban – "eran capaces de mantener andando al país, de hacerse cargo de las cosechas y la industria". Emmeline les urgía a los hombres a unirse a las líneas de batalla y junto con Christabel, se convirtió en una figura principal en el movimiento de la pluma blanca (white feather movement). Un corto filme que sobrevivió, muestra a Emmeline y a Norah Dacre Fox hablando en una gran reunión en Trafalgar Square en 1916 sobre la crisis rumana, y le pedían al gobierno que apoyaran a los aliados británicos en los Balcanes.

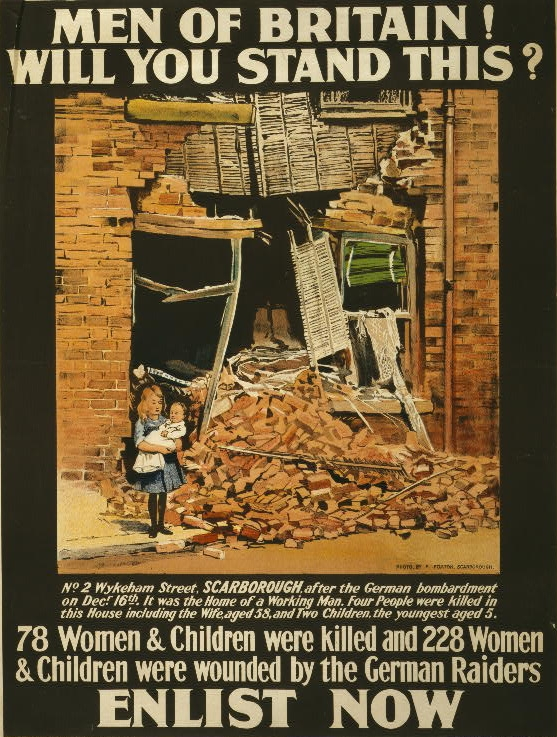
Pankhurst creía que el peligro impuesto durante la Primera Guerra Mundial por lo que ella llamaba "El peligro alemán" era más importante que el sufragio femenino. "Cuando sea el momento correcto, renovaremos la lucha," dijo, "pero en estos momentos debemos de dar lo mejor de nosotros para vencer a un enemigo en común".

Mientras tanto, Sylvia y Adela no compartían el entusiasmo de su madre por la guerra. Como pacifistas comprometidas, rechazaron el apoyo que la WSPU le estaba dando al gobierno. La perspectiva socialista de Sylvia la convenció de que la guerra era otro ejemplo de oligarcas capitalistas, explotando a los pobres soldados y trabajadores. Adela, por su parte, manifestó su oposición a la guerra mientras se encontraba en Australia e hizo público su oposición al servicio militar. En una corta carta, Emmeline le escribió a Sylvia: "Me avergüenza la posición que tú y Adela están tomando". Tenía poca paciencia para desacuerdos similares entre la WSPU; cuando la integrante desde hace mucho tiempo, Mary Leigh preguntó algo durante una reunión en octubre de 1915, Pankhurst contestó: "Esa mujer es una simpatizante de Alemania y debe retirarse... te denuncio como una simpatizante de los alemanes y desearía poder olvidar que una persona así existiera". Algunas integrantes de la WSPU estaban indignadas ante esta repentina devoción al gobierno, y percibían que se estaban abandonando los esfuerzos de ganar el voto para las mujeres. También surgieron preguntas sobre cómo se estaban administrando los fondos recolectados a favor del sufragio, debido al nuevo enfoque de la organización. Dos grupos se separaron de la WSPU: las Sufragistas de la unión social y política de mujeres (Suffragettes of the Women's Social and Political Union, SWSPU) y la Unión social y política independiente de mujeres (Independent Women's Social and Political Union, IWSPU), estas organizaciones se dedicaron a mantener la presión hacia el sufragio femenino.
Pankhurst dedicó la misma energía y determinación que previamente le había dado al sufragio femenino a la defensa patriótica en los esfuerzos de guerra. Organizaba mítines, se encontraba constantemente de gira dando discursos y presionaba al gobierno a ayudar a las mujeres a unirse a la fuerza laboral mientras los hombres se encontraban luchando en otros lugares. Otro problema que la preocupaba enormemente era el asunto de los bebés de guerra, niños hijos de madres solteras cuyos padres se encontraban luchando. Pankhurst estableció una casa de adopción en Campden Hill, diseñada para emplear el Método Montessori en la educación de los niños. Algunas mujeres criticaron a Pankhurst por ofrecerle ayuda a madres de hijos que nacieron fuera del matrimonio, pero ella declaró indignada que el bienestar de los niños – cuyo sufrimiento había podido observar mientras trabajaba como Poor Law Guardian– era su único interés. Sin embargo, debido a la falta de fondos, la casa pronto fue entregada a la princesa Alicia. Pankhurst adoptó a cuatro niños a los que renombró Kathleen King, Flora Mary Gordon, Joan Pembridge y Elizabeth Tudor. Juntos vivieron en Londres, donde – por primera vez en muchos años– tenía una residencia permanente en Holland Park. Cuando se le preguntó cómo era posible que a la edad de 57 años y con ningún ingreso estable haya aceptado la carga de criar cuatro hijos más, Pankhurst respondió: "Querido, me sorprende no haber adoptado a cuarenta".

### Delegación rusa
Pankhurst visitó Norteamérica en 1916 junto con el anterior secretario de estado de Serbia, Čedomilj Mijatović, cuya nación estuvo en el centro de la lucha al inicio de la guerra. Juntos recorrieron Estados Unidos y Canadá, recolectando fondos y pidiéndole al gobierno estadounidense que apoyaran a Inglaterra y a sus aliados. Dos años más tarde, después de que Estados Unidos se uniera a la guerra, Pankhurst regresó a este país para alentar a las suffragettes de esa nación – las cuales no habían suspendido las actividades violentas – a apoyar la guerra dejando a un lado las actividades relacionadas con el voto. También habló sobre sus temores de la insurgencia comunista, a la cual consideraba como una gran amenaza para la democracia rusa.
Para junio de 1917 la Revolución rusa había fortalecido a los Bolcheviques, los cuales necesitaban desesperadamente el fin de la guerra. La autobiografía traducida de Pankhurst había sido muy leída en Rusia, por lo que ella vio una oportunidad de presionar al pueblo ruso. Pankhurst esperaba poder convencerlos de no aceptar las condiciones alemanas para la paz, las cuales en su opinión eran una potencial derrota para Bretaña y Rusia. El Primer ministro de Gran Bretaña, David Lloyd George aceptó patrocinar su viaje a Rusia, el cual realizó en junio. Le dijo a una multitud: "Vine a Petrogrado con una plegaria de la nación inglesa para la nación rusa, que ustedes continúen con la guerra de la cual depende la libertad de la civilización". La respuesta de la prensa se dividió entre derecha e izquierda; estos últimos la veían como una herramienta del capitalismo, mientras que los de derecha veneraban su devoción al patriotismo.
En agosto se reunió con Alexander Kerensky, primer ministro ruso. A pesar de que en el pasado había sido activa en el PLI, el cual tenía tendencias socialistas, Pankhurst había comenzado a considerar las políticas izquierdistas como desagradables, una opinión que se fortaleció mientras se encontraba en Rusia. La junta fue incómoda para ambos partidos; él sintió que Pankhurst era incapaz de apreciar el conflicto de clases que estaba conduciendo la política rusa de ese tiempo. Concluyó diciéndole que las mujeres inglesas no tenían nada que enseñarle a las rusas. Más tarde Pankhurst le dijo al New York Times que él era el "fraude más grande de los tiempos modernos" y que su gobierno podía "destruir la civilización".

## Logro del sufragio (1918)
A su regreso de Rusia, Pankhurst estaba encantada de que el derecho a votar de las mujeres se estuviera convirtiendo finalmente en una realidad. El Representation of the People Act de 1918, anuló las restricciones de propiedad en el sufragio de los hombres y concedió el voto a las mujeres mayores de 30 años (con muchas restricciones). Mientras las sufragistas y suffragettes celebraban y se preparaban par la inminente aprobación de la ley, ocurrió una nueva ruptura: ¿deberían las organizaciones políticas de mujeres unir fuerzas con las establecidas por los hombres? Muchos socialistas y moderados apoyaban la unión de los sexos en la política, pero Emmeline y Christabel Pankhurst creían que la mejor esperanza era mantenerse separados. Recrearon la WSPU como el Partido de Mujeres (Women's Party), abierto únicamente a mujeres. Decían que las mujeres "podían servir mejor a la nación si se mantenían separadas de las políticas de los hombres y sus tradiciones, las cuales dejaban mucho que desear". El partido favorecía leyes de matrimonio igualitario, paga igualitaria por el mismo trabajo y oportunidades de trabajo igualitarias para mujeres. Estos eran asuntos para la época de la posguerra. Mientras la lucha continuaba, el Partido de Mujeres no demandaba ningún compromiso respecto a la derrota de Alemania; la destitución del gobierno de cualquiera con lazos familiares a Alemania o actitudes pacifistas; y menos horas de trabajo para prevenir huelgas laborales. Esta última postura en la plataforma del partido tenía la intención de disuadir el potencial interés en el bolchevismo, sobre el cual Pankhurst se encontraba cada vez más ansiosa.
La primera elección con el nuevo sistema se llevó a cabo en las elecciones generales de 1918. Gracias al Representation of the People Act, 8,4 millones de mujeres obtuvieron el voto y en noviembre de 1918 se aprobó la ley parlamentaria que permitía que las mujeres fueran electas al Parlamento. La primera mujer en tomar un asiento en la Cámara de los Comunes fue Nancy Astor, que ganó una elección parcial en Plymouth Sutton el de 1 de diciembre de 1919.

## Actividades posguerra

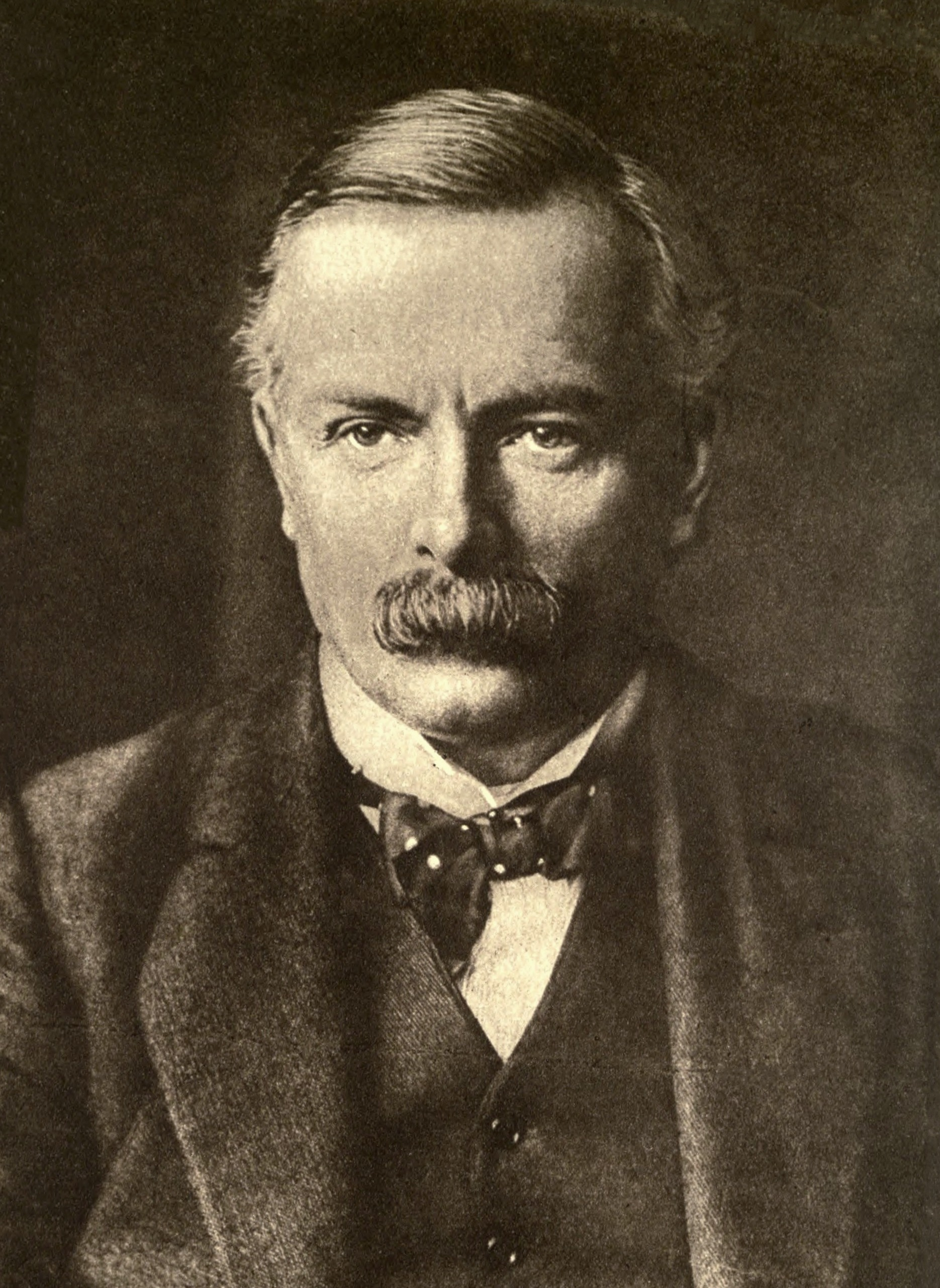
El primer ministro británico David Lloyd George elogió a Pankhurst y al Partido de las Mujeres: "Han luchado los elementos bolcheviques y pacifistas con gran habilidad, tenacidad y valentía".

En los años posteriores al Armisticio del 11 de noviembre de 1918, Pankhurst continuó promoviendo su visión nacionalista de la Unión Británica. Se mantuvo enfocada en seguir fortaleciendo la posición de las mujeres, pero sus días de pelear con los oficiales del gobierno habían terminado. Defendía la presencia y el alcance del Imperio británico: "Algunos piensan que el Imperio y el Imperialismo son algo que se debería de condenar y por lo que deberíamos estar avergonzados. Es un gran orgullo ser los herederos de un Imperio como el nuestro... con un gran potencial económico... Si tan solo usáramos este potencial adecuadamente podríamos erradicar la pobreza y terminar con la ignorancia". Durante años viajó por Inglaterra y Norteamérica, promoviendo apoyo para el Imperio británico y advirtiendo a las audiencias sobre el peligro del bolchevismo.
Emmeline Pankhurst se volvió nuevamente activa en las campañas políticas cuando se aprobó la ley que permitía que las mujeres fueran electas a la Cámara de los Comunes. Muchas mujeres del Partido de las mujeres le rogaron que se lanzara como candidata, pero ella insistió en que Christabel era una mejor opción. Trabajó diligentemente en la campaña de su hija, presionando al primer ministro a que la apoyara e incluso dio un discurso apasionado bajo la lluvia. Christabel perdió por un margen muy pequeño ante el candidato del Partido laboral y el conteo mostró una diferencia de 775 votos. Un biógrafo incluso se refirió a este evento como: "la decepción más amarga en la vida de Emmeline". Poco después, el Partido de las mujeres desapareció.
Como resultado de sus múltiples viajes a Norteamérica, Pankhurst se encariñó con Canadá, declarando en una entrevista que "parece que allí hay más igualdad entre hombres y mujeres que en cualquier otro país que conozco". En 1922 aplicó parar un permiso de vivienda canadiense (un prerrequisito para adquirir estatus de "sujeto británico con domicilio canadiense") y alquiló una casa en Toronto, a donde se mudó con sus cuatro hijos adoptivos. Se volvió activa con el Consejo Nacional Canadiense para Combatir las Enfermedades Venéreas (Canadian National Council for Combating Venereal Diseases), el cual trabajaba contra los dobles estándares sexuales, los cuales Pankhurst consideraba particularmente perjudiciales para las mujeres. Durante un viaje a Bathurst, el alcalde le mostró un nuevo edificio que se convertiría en un hogar para mujeres en necesidad. Pankhurst contestó: "¡Ah! ¿Dónde está la casa para los hombres en necesidad?". Sin embargo, al poco tiempo se hartó de los largos inviernos canadienses y se le acabó el dinero. Regresó a Inglaterra a finales de 1925.
De regreso en Inglaterra, Emmeline fue visitada por Sylvia, quien no había visto a su madre en años. Para ese entonces, sus ideas políticas eran muy diferentes, Sylvia estaba viviendo fuera del matrimonio con un anarquista italiano. Sylvia describió esta reunión como un momento familiar de afección al inicio, seguido de una triste distancia entre ellas. La hija adoptiva de Emmeline, Mary, recuerda distinta la reunión. De acuerdo a su versión, Emmeline colocó su taza de té sobre la mesa y silenciosamente abandonó la habitación, dejando a Sylvia hecha un mar de lágrimas. Por su parte, Christabel se había convertido al credo adventista y dedicaba gran parte de su tiempo a esta causa. Todo esto da idea de los caminos tan diferentes que habían tomado las integrantes de esta familia, alguna vez inseparables.
En 1926 Pankhurst se unió al Partido Conservador y dos años más tarde buscó la candidatura para el Parlamento de Whitechapel and St George's. Su transformación de una ferviente simpatizante del PLI a un miembro oficial del Partido Conservador sorprendió a muchas personas. Ella respondió brevemente: "Mi experiencia de guerra y mi experiencia al otro lado del Atlántico han cambiado mi visión considerablemente". Sus biógrafos insisten en que el cambio de bandos tuvo un motivo más complejo; Pankhurst fue devota a una organización anticomunista dedicada a fortalecer la figura de la mujer. Tanto el Partido Laborista, como el Liberal le guardaban resentimiento por su trabajo con la WSPU en contra de ambos y el Partido Conservador, después de la guerra, tenía un récord de victorias electorales y contaba con el apoyo de la mayoría de los votantes. La unión de Pankhurst al Partido Conservador pudo deberse a sus esfuerzos de asegurar el voto de las mujeres, pero también a su nueva ideología.

## Enfermedad y muerte

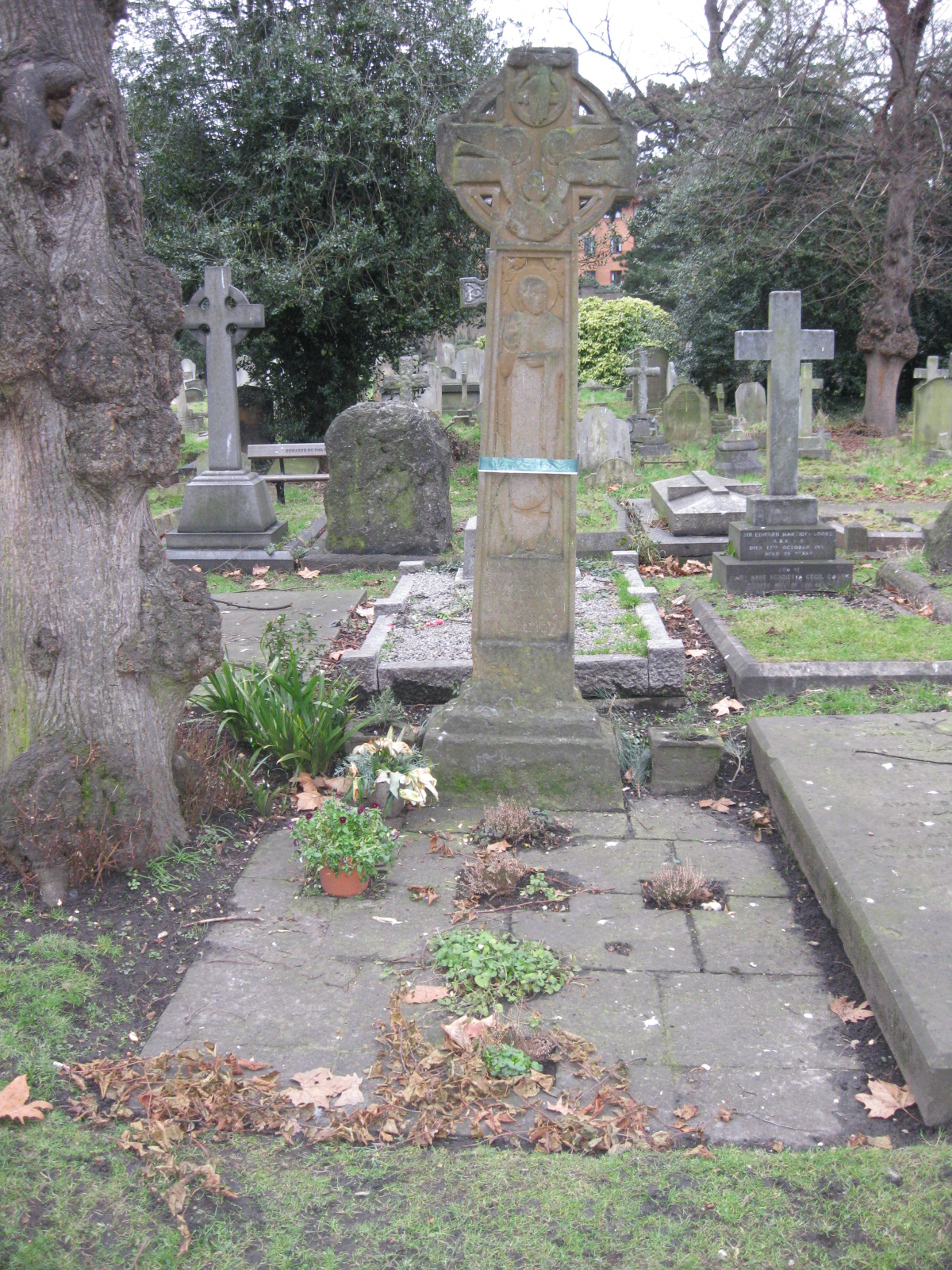
Tumba de Pankhurst en el Cementerio Brompton. La lápida fue esculpida por Julian Phelps Allan

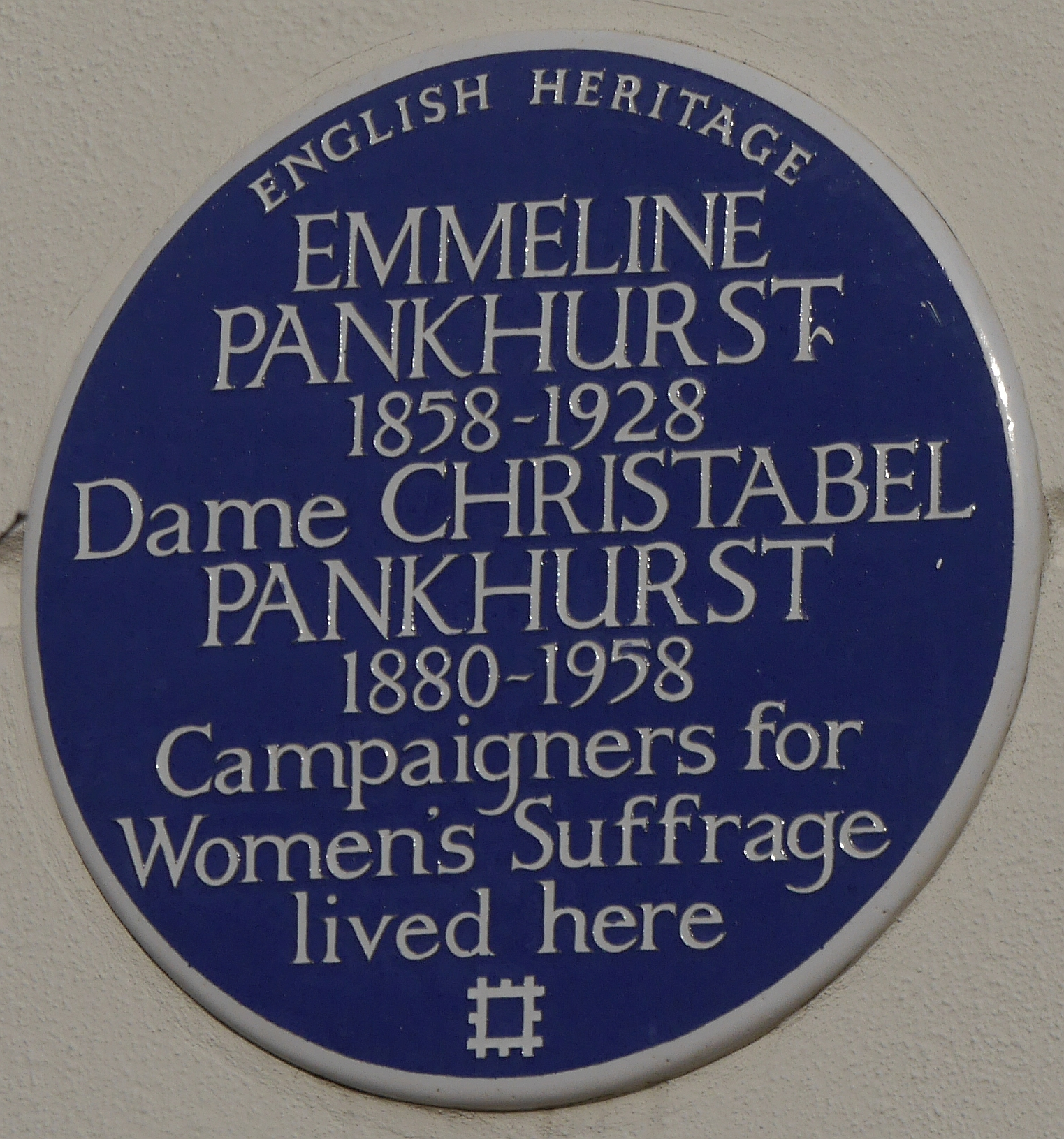
Placa azul, número 50 de Clarendon Road, Londres

La campaña para elecciones parlamentarias de Emmeline Pankhurst fue interrumpida debido a su estado de salud y un escándalo final en el que estaba involucrada Sylvia. Los viajes continuos de discursos y marchas, encarcelamientos y huelgas de hambre habían logrado mermar su salud; la fatiga y la enfermedad se convirtieron en una hábito regular de la vida de Pankhurst. Sin embargo, más dolorosa fue la noticia, de abril de 1928, de que Sylvia había tenido un hijo fuera del matrimonio. Lo llamó Richard Keir Pethick Pankhurst, en memoria de su padre, su compañero dentro del PLI y sus colegas de la WSPU respectivamente. La conmoción de Emmeline fue aún mayor cuando leyó un reportaje en un periódico estadounidense que declaraba que "Miss Pankhurst"  – un título usualmente reservado para Christabel – presumía que su hijo era un triunfo de la "eugenesia", ya que sus dos padres eran sanos e inteligentes. En el artículo, Sylvia también hablaba sobre su creencia de que el "matrimonio sin unión legal" era la opción más sensata para mujeres liberales. Estas ofensas contra la dignidad social, la cual Pankhurst siempre había valorado, devastaron a Emmeline; para empeorar el asunto, mucha gente creyó que la "Miss Pankhurst" a la que se refería el artículo en el periódico era Christabel. Después de escuchar esto, Emmeline pasó un día entero llorando; su campaña parlamentaria llegó a su fin con este escándalo.
Debido a que su salud se deterioraba rápidamente, Emmeline Pankhurst se mudó a una residencia de ancianos en Hampstead. Pidió que la tratara el mismo doctor que la atendió durante sus huelgas de hambre, ya que su método de lavado gástrico la había hecho sentir mejor durante su tiempo en prisión; las enfermeras estaban seguras de que la agresividad de ese tratamiento la lastimarían considerablemente pero Christabel se sintió obligada a llevar a cabo la petición de su madre. Antes de poder llevar a cabo el procedimiento, Pankhurst cayó en una condición crítica, de la cual nadie esperaba que se recuperara. El martes 14 de junio de 1928, Emmeline Pankhurst falleció a la edad de 69 años. Fue sepultada en el Cementerio Brompton en Londres.

## Legado
La noticia sobre la muerte de Emmeline Pankhurst fue anunciada extensamente alrededor del Inglaterra y Norteamérica. Su servicio fúnebre del 18 junio fue muy concurrido y a él asistieron gran parte de sus colegas de la WSPU y aquellos que trabajaron junto a ella en distintas áreas y épocas. El Daily Mail describió la procesión como la de un "general fallecido en medio de su afligido ejército". Las mujeres vistieron bandas y listones de la WSPU y la bandera de la organización fue izada junto con la del Reino Unido. Christabel y Sylvia aparecieron juntas al servicio, esta última con su hijo. Adela no acudió. La cobertura de la prensa reconoció su incansable trabajo a favor del derecho de las mujeres al sufragio – a pesar de que la misma prensa no estaba de acuerdo con los valores de sus contribuciones. El periódico New York Herald Tribune la llamó "la más notable agitadora social de la primera parte del siglo veinte y la suprema protagonista de la campaña de emancipación electoral de las mujeres".

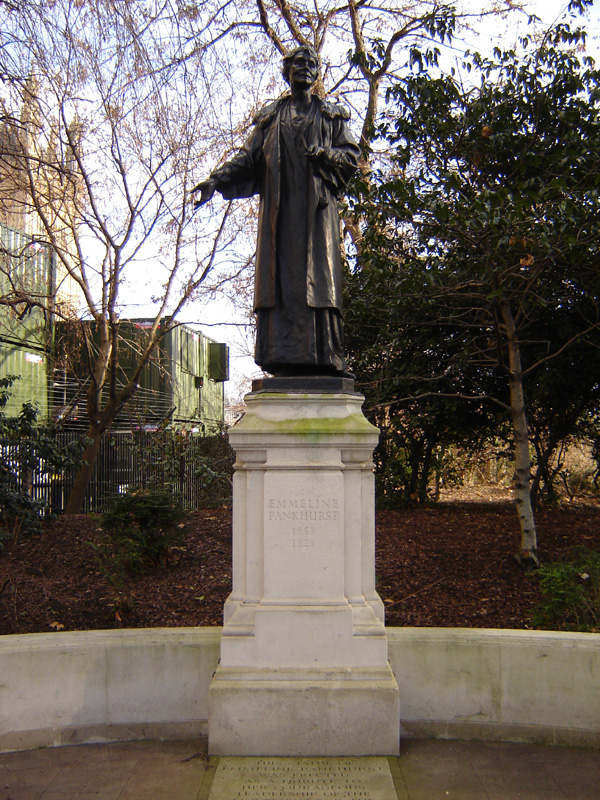
La estatua de Pankhurst fue erigida con una velocidad inusual, como lo dijo el New York Times: "Mientras la transición del martirio a monumentos esculpidos es familiar, el proceso en el caso de la señora Pankhurst ha sido inusualmente corto".

Poco después del funeral, una de las guardaespaldas de Pankhurst de sus días en la WSPU, Katherine Marshall, comenzó a recaudar fondos para construir una estatua conmemorativa. En la primavera de 1930 sus esfuerzos rindieron frutos y el 6 de marzo su estatua en el Jardín de la Torre Victoria fue desvelada. Una multitud de radicales, antiguas suffragettes y dignatarios nacionales se juntaron, mientras el ex Primer ministro Stanley Baldwin presentó el monumento al público. En su discurso, Baldwin declaró: " Puedo afirmar sin miedo a que me contradigan, que desde cualquier vista de la posteridad, la señora Pankhurst se ha ganado un nicho en el Templo de la Fama, que durará por todos los tiempos". Sylvia fue la única hija que acudió a este evento; Christabel se encontraba viajando por Norteamérica y envió un telegrama, el cual fue leído en voz alta. Mientras planeaba la agenda del día, Marshall intencionalmente excluyó a Sylvia, quien en su opinión había apresurado la muerte de Pankhurst. La amiga cercana de Pankhurst y compositora del himno de la WSPU "La Marcha de las Mujeres" Ethel Smyth, condujo a la Banda de la Policía Metropolitana durante la ceremonia de desvelación para ejecutar un arreglo del himno, junto con música de su ópera The Wreckers.
Durante el siglo XX, las aportaciones de Emmeline Pankhurst al movimiento femenino sufragista fueron debatidas apasionadamente, sin llegar a un consenso. Sus hijas Sylvia y Christabel las sopesaron con desdén y adulación respectivamente en sus libros sobre su tiempo en la lucha. El libro de 1931 de Sylvia The Suffrage Movement (El Movimiento Sufragista) describe el desplazamiento político de su madre al inicio de la Primera Guerra Mundial como el principio de la traición a su familia (especialmente a su padre) y al movimiento. Esto sentó las bases para mucha de la historia socialista y activista escrita acerca de la WSPU y particularmente consolidó la reputación de Emmeline Pankhurst como una autócrata irracional. En su libro de 1959 "Unshackled: The Story of How We Won the Vote", Christabel pinta a su madre como generosa y altruista, ofreciéndose completamente a la más noble causa. El libro proveyó una contraparte solidaria a los ataques de Sylvia y continuó con la discusión polarizada acerca del carácter de Emmeline. Esto proporcionó una contraparte comprensiva a los ataques de Sylvia, y continuó la discusión polarizada; una valoración imparcial y objetiva raramente ha sido parte de la enseñanza de Pankhurst.
Biografías recientes muestran que los historiadores difieren sobre si la actividad violenta de Emmeline Pankhurst y la WSPU ayudó o hizo daño al movimiento; sin embargo, en lo que sí existe un acuerdo general es en que la WSPU incrementó el conocimiento del público sobre el movimiento de formas que probaron ser esenciales. Baldwin comparó a Pankhurst con Martin Luther King y Jean-Jacques Rousseau: individuos que no fueron la suma total de los movimientos de los que fueron parte, pero que aun así tuvieron roles cruciales en luchas de reformas políticas y sociales. En el caso de Pankhurst, esta reforma se llevó a cabo de formas intencionales y no intencionales. Al desafiar los roles de las esposas y las mujeres como dóciles compañeras, Pankhurst allanó el camino para las feministas, que denunciarían su apoyo al imperio y a los valores sociales.
La importancia de Emmeline Pankhurst en el Reino Unido fue demostrada una vez más en 1929, cuando un retrato suyo fue añadido a la National Portrait Gallery. La BBC dramatizó su vida en la miniserie de 1974 Shoulder to Shoulder, con la actriz galesa Siân Phillips en el papel de Emmeline Pankhurst. En 1987 una de sus casas de Mánchester fue abierta como el Centro Pankhurst, un museo y lugar de reunión exclusivo para mujeres. En 2002, Pankhurst fue posicionada en el número 27 de la encuesta de la BBC Los 100 Grandes Británicos (100 Greatest Britons).

## En la cultura popular
- Pankhurst es mencionada en la canción "Sister Suffragette" (Hermana Suffragette) de la película musical de Walt Disney ganadora de un premio Óscar, Mary Poppins. La canción fue escrita por los hermanos Sherman.[133]

- Emmeline Pankhurst fue representada por la actriz Sian Phillips en la serie televisiva de la BBC de 1974,Shoulder to Shoulder.

- La historia de las mujeres Pankhurst fue adaptada a una novela de 2008, escrita por el autor sudafricano Michiel Heyns. El título de la novela fue "Bodies Politic", y aporta una narrativa del legado de Pankhurst.

- En el documental del 2013 sobre Como se hizo Mary Poppins, "Robert Sherman" (interpretado por BJ Novak) hace referencia a Pankhurst (la llama "Mrs. P.") durante un desacuerdo con "Pamela Lyndon Travers" (interpretada por Emma Thompson).

- En la edición número uno de la trilogía de la novela gráfica Suffrajitsu: Mrs. Pankhurst's Amazons (enero de 2015) se incluye una representación de Emmeline Pankhurst como la fugitiva líder de la Unión política y social de mujeres (WSPU).

- En la película británica Suffragette, estrenada en el Reino Unido el 11 de septiembre de 2015 y en España en diciembre de 2015 con el título de "Sufragistas", la actriz Meryl Streep encarna el papel de Emmeline Pankhurst.